# Llista d'asteroides (400001-401000)
Llista d'asteroides del 400.001 al 401.000, amb data de descoberta i descobridor. És un fragment de la llista d'asteroides completa. Als asteroides se'ls dona un número quan es confirma la seva òrbita, per tant apareixen llistats aproximadament segons la data de descobriment.

## 400001-400100
| Nom    | Designació provisional | Data de descobriment   | Lloc de descobriment | Descobridor/s        |
| ------ | ---------------------- | ---------------------- | -------------------- | -------------------- |
| 400001 | 2006 FW17              | 23 de març de 2006     | Kitt Peak            | Spacewatch           |
| 400002 | 2006 GN20              | 2 d'abril de 2006      | Kitt Peak            | Spacewatch           |
| 400003 | 2006 HG32              | 19 d'abril de 2006     | Kitt Peak            | Spacewatch           |
| 400004 | 2006 HD34              | 19 d'abril de 2006     | Mount Lemmon         | Mt. Lemmon Survey    |
| 400005 | 2006 HD72              | 25 d'abril de 2006     | Kitt Peak            | Spacewatch           |
| 400006 | 2006 HV90              | 29 d'abril de 2006     | Kitt Peak            | Spacewatch           |
| 400007 | 2006 HP91              | 29 d'abril de 2006     | Kitt Peak            | Spacewatch           |
| 400008 | 2006 HL103             | 30 d'abril de 2006     | Kitt Peak            | Spacewatch           |
| 400009 | 2006 JC28              | 3 de maig de 2006      | Kitt Peak            | Spacewatch           |
| 400010 | 2006 JC29              | 3 de maig de 2006      | Kitt Peak            | Spacewatch           |
| 400011 | 2006 JF81              | 6 de maig de 2006      | Mount Lemmon         | Mt. Lemmon Survey    |
| 400012 | 2006 KH11              | 19 de maig de 2006     | Mount Lemmon         | Mt. Lemmon Survey    |
| 400013 | 2006 KE24              | 19 de maig de 2006     | Mount Lemmon         | Mt. Lemmon Survey    |
| 400014 | 2006 KD108             | 19 d'abril de 2006     | Mount Lemmon         | Mt. Lemmon Survey    |
| 400015 | 2006 KH126             | 25 de maig de 2006     | Mauna Kea            | P. A. Wiegert        |
| 400016 | 2006 MG13              | 25 de juny de 2006     | Eskridge             | Eskridge             |
| 400017 | 2006 OX10              | 26 de juliol de 2006   | Hibiscus             | S. F. Hönig          |
| 400018 | 2006 OG14              | 27 de juliol de 2006   | Hibiscus             | S. F. Hönig          |
| 400019 | 2006 OT14              | 25 de juliol de 2006   | Palomar              | NEAT                 |
| 400020 | 2006 OA22              | 21 de juliol de 2006   | Mount Lemmon         | Mt. Lemmon Survey    |
| 400021 | 2006 PZ10              | 13 d'agost de 2006     | Palomar              | NEAT                 |
| 400022 | 2006 PE32              | 15 d'agost de 2006     | Palomar              | NEAT                 |
| 400023 | 2006 PE33              | 13 d'agost de 2006     | Siding Spring        | Siding Spring Survey |
| 400024 | 2006 PL37              | 13 d'agost de 2006     | Palomar              | NEAT                 |
| 400025 | 2006 QK2               | 17 d'agost de 2006     | Palomar              | NEAT                 |
| 400026 | 2006 QR42              | 17 d'agost de 2006     | Palomar              | NEAT                 |
| 400027 | 2006 QA48              | 21 d'agost de 2006     | Kitt Peak            | Spacewatch           |
| 400028 | 2006 QF83              | 27 d'agost de 2006     | Kitt Peak            | Spacewatch           |
| 400029 | 2006 QF92              | 16 d'agost de 2006     | Palomar              | NEAT                 |
| 400030 | 2006 QJ96              | 16 d'agost de 2006     | Palomar              | NEAT                 |
| 400031 | 2006 QX105             | 28 d'agost de 2006     | Catalina             | CSS                  |
| 400032 | 2006 QU107             | 28 d'agost de 2006     | Catalina             | CSS                  |
| 400033 | 2006 QT108             | 28 d'agost de 2006     | Goodricke-Pigott     | R. A. Tucker         |
| 400034 | 2006 QZ116             | 27 d'agost de 2006     | Anderson Mesa        | LONEOS               |
| 400035 | 2006 QF119             | 28 d'agost de 2006     | Socorro              | LINEAR               |
| 400036 | 2006 QY121             | 29 d'agost de 2006     | Catalina             | CSS                  |
| 400037 | 2006 QA135             | 27 d'agost de 2006     | Anderson Mesa        | LONEOS               |
| 400038 | 2006 QM155             | 18 d'agost de 2006     | Kitt Peak            | Spacewatch           |
| 400039 | 2006 QS164             | 29 d'agost de 2006     | Anderson Mesa        | LONEOS               |
| 400040 | 2006 QK167             | 30 d'agost de 2006     | Anderson Mesa        | LONEOS               |
| 400041 | 2006 QW186             | 18 d'agost de 2006     | Kitt Peak            | Spacewatch           |
| 400042 | 2006 RX20              | 15 de setembre de 2006 | Kitt Peak            | Spacewatch           |
| 400043 | 2006 RK57              | 15 de setembre de 2006 | Kitt Peak            | Spacewatch           |
| 400044 | 2006 RH82              | 15 de setembre de 2006 | Kitt Peak            | Spacewatch           |
| 400045 | 2006 RA83              | 15 de setembre de 2006 | Kitt Peak            | Spacewatch           |
| 400046 | 2006 RC100             | 14 de setembre de 2006 | Catalina             | CSS                  |
| 400047 | 2006 RT100             | 14 de setembre de 2006 | Catalina             | CSS                  |
| 400048 | 2006 RX107             | 14 de setembre de 2006 | Mauna Kea            | J. Masiero           |
| 400049 | 2006 RG120             | 12 de setembre de 2006 | Mayhill              | A. Lowe              |
| 400050 | 2006 SR26              | 16 de setembre de 2006 | Anderson Mesa        | LONEOS               |
| 400051 | 2006 ST38              | 18 de setembre de 2006 | Kitt Peak            | Spacewatch           |
| 400052 | 2006 SQ42              | 18 de setembre de 2006 | Anderson Mesa        | LONEOS               |
| 400053 | 2006 SV53              | 16 de setembre de 2006 | Catalina             | CSS                  |
| 400054 | 2006 SK55              | 18 de setembre de 2006 | Catalina             | CSS                  |
| 400055 | 2006 SC59              | 16 de setembre de 2006 | Catalina             | CSS                  |
| 400056 | 2006 SV61              | 18 de setembre de 2006 | Catalina             | CSS                  |
| 400057 | 2006 SM71              | 21 de juliol de 2006   | Mount Lemmon         | Mt. Lemmon Survey    |
| 400058 | 2006 SK76              | 19 de setembre de 2006 | Kitt Peak            | Spacewatch           |
| 400059 | 2006 SA95              | 18 de setembre de 2006 | Kitt Peak            | Spacewatch           |
| 400060 | 2006 SO95              | 18 de setembre de 2006 | Kitt Peak            | Spacewatch           |
| 400061 | 2006 SK97              | 18 de setembre de 2006 | Kitt Peak            | Spacewatch           |
| 400062 | 2006 SY97              | 18 de setembre de 2006 | Kitt Peak            | Spacewatch           |
| 400063 | 2006 SO98              | 18 de setembre de 2006 | Kitt Peak            | Spacewatch           |
| 400064 | 2006 SD105             | 19 de setembre de 2006 | Catalina             | CSS                  |
| 400065 | 2006 SR116             | 24 de setembre de 2006 | Kitt Peak            | Spacewatch           |
| 400066 | 2006 SF127             | 24 de setembre de 2006 | Anderson Mesa        | LONEOS               |
| 400067 | 2006 SU127             | 17 de setembre de 2006 | Catalina             | CSS                  |
| 400068 | 2006 SV130             | 23 de setembre de 2006 | Kitami               | K. Endate            |
| 400069 | 2006 SC152             | 19 de setembre de 2006 | Kitt Peak            | Spacewatch           |
| 400070 | 2006 SK159             | 23 de setembre de 2006 | Kitt Peak            | Spacewatch           |
| 400071 | 2006 SW167             | 25 de setembre de 2006 | Kitt Peak            | Spacewatch           |
| 400072 | 2006 SQ197             | 25 de setembre de 2006 | Moletai              | Moletai              |
| 400073 | 2006 SC205             | 19 de setembre de 2006 | Kitt Peak            | Spacewatch           |
| 400074 | 2006 SF209             | 26 de setembre de 2006 | Socorro              | LINEAR               |
| 400075 | 2006 SD228             | 18 de setembre de 2006 | Kitt Peak            | Spacewatch           |
| 400076 | 2006 SQ232             | 26 de setembre de 2006 | Kitt Peak            | Spacewatch           |
| 400077 | 2006 SY238             | 28 d'agost de 2006     | Kitt Peak            | Spacewatch           |
| 400078 | 2006 SU266             | 26 de setembre de 2006 | Kitt Peak            | Spacewatch           |
| 400079 | 2006 SV287             | 25 de setembre de 2006 | Catalina             | CSS                  |
| 400080 | 2006 SC292             | 27 de setembre de 2006 | Catalina             | CSS                  |
| 400081 | 2006 SS301             | 26 de setembre de 2006 | Catalina             | CSS                  |
| 400082 | 2006 SC311             | 27 de setembre de 2006 | Kitt Peak            | Spacewatch           |
| 400083 | 2006 ST333             | 28 de setembre de 2006 | Kitt Peak            | Spacewatch           |
| 400084 | 2006 SJ343             | 28 de setembre de 2006 | Kitt Peak            | Spacewatch           |
| 400085 | 2006 SZ345             | 28 de setembre de 2006 | Kitt Peak            | Spacewatch           |
| 400086 | 2006 SA352             | 30 de setembre de 2006 | Catalina             | CSS                  |
| 400087 | 2006 SG354             | 30 de setembre de 2006 | Catalina             | CSS                  |
| 400088 | 2006 SB368             | 28 de setembre de 2006 | Farra d'Isonzo       | Farra d'Isonzo       |
| 400089 | 2006 SH385             | 29 de setembre de 2006 | Apache Point         | A. C. Becker         |
| 400090 | 2006 SV389             | 30 de setembre de 2006 | Apache Point         | A. C. Becker         |
| 400091 | 2006 SQ390             | 30 de setembre de 2006 | Apache Point         | A. C. Becker         |
| 400092 | 2006 SQ400             | 25 de setembre de 2006 | Kitt Peak            | Spacewatch           |
| 400093 | 2006 SF406             | 19 de setembre de 2006 | Kitt Peak            | Spacewatch           |
| 400094 | 2006 SN407             | 26 de setembre de 2006 | Mount Lemmon         | Mt. Lemmon Survey    |
| 400095 | 2006 SJ413             | 25 de setembre de 2006 | Catalina             | CSS                  |
| 400096 | 2006 TX13              | 10 d'octubre de 2006   | Palomar              | NEAT                 |
| 400097 | 2006 TF14              | 10 d'octubre de 2006   | Palomar              | NEAT                 |
| 400098 | 2006 TK14              | 10 d'octubre de 2006   | Palomar              | NEAT                 |
| 400099 | 2006 TS24              | 12 d'octubre de 2006   | Kitt Peak            | Spacewatch           |
| 400100 | 2006 TC28              | 12 d'octubre de 2006   | Kitt Peak            | Spacewatch           |

## 400101-400200
| Nom    | Designació provisional | Data de descobriment   | Lloc de descobriment | Descobridor/s     |
| ------ | ---------------------- | ---------------------- | -------------------- | ----------------- |
| 400101 | 2006 TO43              | 12 d'octubre de 2006   | Kitt Peak            | Spacewatch        |
| 400102 | 2006 TS53              | 12 d'octubre de 2006   | Kitt Peak            | Spacewatch        |
| 400103 | 2006 TQ58              | 3 de juny de 2006      | Catalina             | CSS               |
| 400104 | 2006 TF65              | 11 d'octubre de 2006   | Palomar              | NEAT              |
| 400105 | 2006 TF75              | 11 d'octubre de 2006   | Palomar              | NEAT              |
| 400106 | 2006 TJ84              | 13 d'octubre de 2006   | Kitt Peak            | Spacewatch        |
| 400107 | 2006 TO85              | 13 d'octubre de 2006   | Kitt Peak            | Spacewatch        |
| 400108 | 2006 TN122             | 11 d'octubre de 2006   | Palomar              | NEAT              |
| 400109 | 2006 TS123             | 2 d'octubre de 2006    | Mount Lemmon         | Mt. Lemmon Survey |
| 400110 | 2006 TC125             | 4 d'octubre de 2006    | Mount Lemmon         | Mt. Lemmon Survey |
| 400111 | 2006 TB129             | 3 d'octubre de 2006    | Mount Lemmon         | Mt. Lemmon Survey |
| 400112 | 2006 UF8               | 16 d'octubre de 2006   | Catalina             | CSS               |
| 400113 | 2006 UF16              | 17 d'octubre de 2006   | Mount Lemmon         | Mt. Lemmon Survey |
| 400114 | 2006 UQ20              | 16 d'octubre de 2006   | Kitt Peak            | Spacewatch        |
| 400115 | 2006 UV21              | 16 d'octubre de 2006   | Kitt Peak            | Spacewatch        |
| 400116 | 2006 UH24              | 16 d'octubre de 2006   | Kitt Peak            | Spacewatch        |
| 400117 | 2006 UN30              | 25 de setembre de 2006 | Kitt Peak            | Spacewatch        |
| 400118 | 2006 UU30              | 16 d'octubre de 2006   | Kitt Peak            | Spacewatch        |
| 400119 | 2006 UM32              | 16 d'octubre de 2006   | Kitt Peak            | Spacewatch        |
| 400120 | 2006 UZ51              | 17 d'octubre de 2006   | Kitt Peak            | Spacewatch        |
| 400121 | 2006 UE58              | 18 d'octubre de 2006   | Kitt Peak            | Spacewatch        |
| 400122 | 2006 UG84              | 17 d'octubre de 2006   | Mount Lemmon         | Mt. Lemmon Survey |
| 400123 | 2006 UL88              | 17 d'octubre de 2006   | Kitt Peak            | Spacewatch        |
| 400124 | 2006 UM88              | 17 d'octubre de 2006   | Kitt Peak            | Spacewatch        |
| 400125 | 2006 UY100             | 3 d'octubre de 2006    | Mount Lemmon         | Mt. Lemmon Survey |
| 400126 | 2006 UP105             | 3 d'octubre de 2006    | Mount Lemmon         | Mt. Lemmon Survey |
| 400127 | 2006 UO106             | 18 d'octubre de 2006   | Kitt Peak            | Spacewatch        |
| 400128 | 2006 UG126             | 19 d'octubre de 2006   | Kitt Peak            | Spacewatch        |
| 400129 | 2006 UK128             | 19 d'octubre de 2006   | Kitt Peak            | Spacewatch        |
| 400130 | 2006 US128             | 2 d'octubre de 2006    | Mount Lemmon         | Mt. Lemmon Survey |
| 400131 | 2006 UY128             | 19 d'octubre de 2006   | Kitt Peak            | Spacewatch        |
| 400132 | 2006 UH152             | 20 d'octubre de 2006   | Kitt Peak            | Spacewatch        |
| 400133 | 2006 UU170             | 21 d'octubre de 2006   | Mount Lemmon         | Mt. Lemmon Survey |
| 400134 | 2006 UM177             | 16 d'octubre de 2006   | Catalina             | CSS               |
| 400135 | 2006 UB178             | 16 d'octubre de 2006   | Catalina             | CSS               |
| 400136 | 2006 UE188             | 19 d'octubre de 2006   | Catalina             | CSS               |
| 400137 | 2006 UN189             | 19 d'octubre de 2006   | Catalina             | CSS               |
| 400138 | 2006 UX189             | 19 d'octubre de 2006   | Catalina             | CSS               |
| 400139 | 2006 UM192             | 19 d'octubre de 2006   | Catalina             | CSS               |
| 400140 | 2006 UU201             | 21 d'octubre de 2006   | Mount Lemmon         | Mt. Lemmon Survey |
| 400141 | 2006 UA215             | 25 d'octubre de 2006   | Kuma Kogen           | Y. Fujita         |
| 400142 | 2006 UT224             | 19 d'octubre de 2006   | Mount Lemmon         | Mt. Lemmon Survey |
| 400143 | 2006 UC227             | 20 d'octubre de 2006   | Palomar              | NEAT              |
| 400144 | 2006 UE232             | 21 d'octubre de 2006   | Mount Lemmon         | Mt. Lemmon Survey |
| 400145 | 2006 UJ244             | 27 d'octubre de 2006   | Mount Lemmon         | Mt. Lemmon Survey |
| 400146 | 2006 UZ251             | 27 d'octubre de 2006   | Mount Lemmon         | Mt. Lemmon Survey |
| 400147 | 2006 UV280             | 20 d'octubre de 2006   | Kitt Peak            | Spacewatch        |
| 400148 | 2006 UT288             | 30 d'octubre de 2006   | Catalina             | CSS               |
| 400149 | 2006 UW329             | 31 d'octubre de 2006   | Mount Lemmon         | Mt. Lemmon Survey |
| 400150 | 2006 UM335             | 17 d'octubre de 2006   | Catalina             | CSS               |
| 400151 | 2006 UB346             | 17 d'octubre de 2006   | Mount Lemmon         | Mt. Lemmon Survey |
| 400152 | 2006 VO12              | 11 de novembre de 2006 | Socorro              | LINEAR            |
| 400153 | 2006 VP12              | 11 de novembre de 2006 | Socorro              | LINEAR            |
| 400154 | 2006 VP23              | 10 de novembre de 2006 | Kitt Peak            | Spacewatch        |
| 400155 | 2006 VZ30              | 20 d'octubre de 2006   | Mount Lemmon         | Mt. Lemmon Survey |
| 400156 | 2006 VH47              | 9 de novembre de 2006  | Kitt Peak            | Spacewatch        |
| 400157 | 2006 VV66              | 11 de novembre de 2006 | Catalina             | CSS               |
| 400158 | 2006 VR69              | 31 d'octubre de 2006   | Mount Lemmon         | Mt. Lemmon Survey |
| 400159 | 2006 VX74              | 11 de novembre de 2006 | Mount Lemmon         | Mt. Lemmon Survey |
| 400160 | 2006 VH81              | 12 de novembre de 2006 | Mount Lemmon         | Mt. Lemmon Survey |
| 400161 | 2006 VY84              | 13 de novembre de 2006 | Kitt Peak            | Spacewatch        |
| 400162 | 2006 VM85              | 14 de novembre de 2006 | San Marcello         | San Marcello      |
| 400163 | 2006 VB111             | 13 de novembre de 2006 | Kitt Peak            | Spacewatch        |
| 400164 | 2006 VG111             | 13 de novembre de 2006 | Kitt Peak            | Spacewatch        |
| 400165 | 2006 VL112             | 13 de novembre de 2006 | Palomar              | NEAT              |
| 400166 | 2006 VX133             | 15 de novembre de 2006 | Mount Lemmon         | Mt. Lemmon Survey |
| 400167 | 2006 VS134             | 15 de novembre de 2006 | Catalina             | CSS               |
| 400168 | 2006 VO143             | 27 d'agost de 2006     | Kitt Peak            | Spacewatch        |
| 400169 | 2006 VS154             | 16 d'octubre de 2006   | Catalina             | CSS               |
| 400170 | 2006 WZ16              | 17 de novembre de 2006 | Kitt Peak            | Spacewatch        |
| 400171 | 2006 WY18              | 19 de setembre de 2006 | Catalina             | CSS               |
| 400172 | 2006 WZ18              | 17 de novembre de 2006 | Kitt Peak            | Spacewatch        |
| 400173 | 2006 WJ22              | 17 de novembre de 2006 | Mount Lemmon         | Mt. Lemmon Survey |
| 400174 | 2006 WW25              | 17 de novembre de 2006 | Mount Lemmon         | Mt. Lemmon Survey |
| 400175 | 2006 WC45              | 16 de novembre de 2006 | Mount Lemmon         | Mt. Lemmon Survey |
| 400176 | 2006 WH81              | 18 de novembre de 2006 | Mount Lemmon         | Mt. Lemmon Survey |
| 400177 | 2006 WV94              | 19 de novembre de 2006 | Kitt Peak            | Spacewatch        |
| 400178 | 2006 WP102             | 19 de novembre de 2006 | Kitt Peak            | Spacewatch        |
| 400179 | 2006 WO115             | 20 de novembre de 2006 | Socorro              | LINEAR            |
| 400180 | 2006 WT118             | 15 d'octubre de 2006   | Kitt Peak            | Spacewatch        |
| 400181 | 2006 WH119             | 21 de novembre de 2006 | Mount Lemmon         | Mt. Lemmon Survey |
| 400182 | 2006 WO120             | 21 de novembre de 2006 | Socorro              | LINEAR            |
| 400183 | 2006 WB122             | 21 de novembre de 2006 | Mount Lemmon         | Mt. Lemmon Survey |
| 400184 | 2006 WZ133             | 18 de novembre de 2006 | Mount Lemmon         | Mt. Lemmon Survey |
| 400185 | 2006 WC139             | 19 de novembre de 2006 | Kitt Peak            | Spacewatch        |
| 400186 | 2006 WU146             | 20 de novembre de 2006 | Kitt Peak            | Spacewatch        |
| 400187 | 2006 WK187             | 23 de novembre de 2006 | Mount Lemmon         | Mt. Lemmon Survey |
| 400188 | 2006 WG200             | 19 de novembre de 2006 | Kitt Peak            | Spacewatch        |
| 400189 | 2006 WJ205             | 28 d'octubre de 2006   | Mount Lemmon         | Mt. Lemmon Survey |
| 400190 | 2006 XL19              | 11 de desembre de 2006 | Kitt Peak            | Spacewatch        |
| 400191 | 2006 XL20              | 23 d'octubre de 2006   | Mount Lemmon         | Mt. Lemmon Survey |
| 400192 | 2006 XS46              | 13 de desembre de 2006 | Catalina             | CSS               |
| 400193 | 2006 XW60              | 14 de desembre de 2006 | San Marcello         | San Marcello      |
| 400194 | 2006 XQ66              | 14 de desembre de 2006 | Palomar              | NEAT              |
| 400195 | 2006 YL8               | 27 de novembre de 2006 | Mount Lemmon         | Mt. Lemmon Survey |
| 400196 | 2006 YL13              | 16 de desembre de 2006 | Catalina             | CSS               |
| 400197 | 2006 YN24              | 21 de desembre de 2006 | Kitt Peak            | Spacewatch        |
| 400198 | 2006 YD29              | 21 de desembre de 2006 | Mount Lemmon         | Mt. Lemmon Survey |
| 400199 | 2006 YO54              | 24 de desembre de 2006 | Kitt Peak            | Spacewatch        |
| 400200 | 2007 AG13              | 9 de gener de 2007     | Mount Lemmon         | Mt. Lemmon Survey |

## 400201-400300
| Nom    | Designació provisional | Data de descobriment   | Lloc de descobriment | Descobridor/s          |
| ------ | ---------------------- | ---------------------- | -------------------- | ---------------------- |
| 400201 | 2007 AL13              | 9 de gener de 2007     | Mount Lemmon         | Mt. Lemmon Survey      |
| 400202 | 2007 AT14              | 21 d'octubre de 2006   | Mount Lemmon         | Mt. Lemmon Survey      |
| 400203 | 2007 AW24              | 15 de gener de 2007    | Catalina             | CSS                    |
| 400204 | 2007 AE30              | 10 de gener de 2007    | Mount Lemmon         | Mt. Lemmon Survey      |
| 400205 | 2007 BO                | 8 de gener de 2007     | Mount Lemmon         | Mt. Lemmon Survey      |
| 400206 | 2007 BT8               | 17 de gener de 2007    | Kitt Peak            | Spacewatch             |
| 400207 | 2007 BC16              | 17 de gener de 2007    | Kitt Peak            | Spacewatch             |
| 400208 | 2007 BZ35              | 13 de desembre de 2006 | Mount Lemmon         | Mt. Lemmon Survey      |
| 400209 | 2007 BE46              | 25 de desembre de 2006 | Kitt Peak            | Spacewatch             |
| 400210 | 2007 BN58              | 10 de gener de 2007    | Mount Lemmon         | Mt. Lemmon Survey      |
| 400211 | 2007 BE61              | 27 de gener de 2007    | Mount Lemmon         | Mt. Lemmon Survey      |
| 400212 | 2007 BL69              | 27 de gener de 2007    | Mount Lemmon         | Mt. Lemmon Survey      |
| 400213 | 2007 BG78              | 24 de gener de 2007    | Mount Lemmon         | Mt. Lemmon Survey      |
| 400214 | 2007 BW78              | 27 de gener de 2007    | Mount Lemmon         | Mt. Lemmon Survey      |
| 400215 | 2007 CN1               | 29 d'octubre de 2005   | Mount Lemmon         | Mt. Lemmon Survey      |
| 400216 | 2007 CC5               | 6 de febrer de 2007    | Kitt Peak            | Spacewatch             |
| 400217 | 2007 CT20              | 6 de febrer de 2007    | Mount Lemmon         | Mt. Lemmon Survey      |
| 400218 | 2007 CE22              | 6 de febrer de 2007    | Mount Lemmon         | Mt. Lemmon Survey      |
| 400219 | 2007 CA55              | 13 de gener de 2007    | Socorro              | LINEAR                 |
| 400220 | 2007 CO79              | 16 de novembre de 2006 | Mount Lemmon         | Mt. Lemmon Survey      |
| 400221 | 2007 DR16              | 17 de febrer de 2007   | Kitt Peak            | Spacewatch             |
| 400222 | 2007 DH20              | 17 de febrer de 2007   | Kitt Peak            | Spacewatch             |
| 400223 | 2007 DE80              | 23 de febrer de 2007   | Mount Lemmon         | Mt. Lemmon Survey      |
| 400224 | 2007 DV92              | 28 de gener de 2007    | Mount Lemmon         | Mt. Lemmon Survey      |
| 400225 | 2007 DP100             | 25 de febrer de 2007   | Mount Lemmon         | Mt. Lemmon Survey      |
| 400226 | 2007 DA101             | 26 de febrer de 2007   | Mount Lemmon         | Mt. Lemmon Survey      |
| 400227 | 2007 EC64              | 6 de febrer de 2007    | Mount Lemmon         | Mt. Lemmon Survey      |
| 400228 | 2007 ER110             | 11 de març de 2007     | Kitt Peak            | Spacewatch             |
| 400229 | 2007 EY115             | 13 de març de 2007     | Mount Lemmon         | Mt. Lemmon Survey      |
| 400230 | 2007 EP153             | 12 de març de 2007     | Kitt Peak            | Spacewatch             |
| 400231 | 2007 EZ172             | 25 de novembre de 2005 | Mount Lemmon         | Mt. Lemmon Survey      |
| 400232 | 2007 ET219             | 11 de març de 2007     | Kitt Peak            | Spacewatch             |
| 400233 | 2007 FY15              | 19 de març de 2007     | Catalina             | CSS                    |
| 400234 | 2007 GL11              | 22 de febrer de 2001   | Kitt Peak            | Spacewatch             |
| 400235 | 2007 GC48              | 14 d'abril de 2007     | Kitt Peak            | Spacewatch             |
| 400236 | 2007 HS53              | 22 d'abril de 2007     | Kitt Peak            | Spacewatch             |
| 400237 | 2007 HX61              | 22 d'abril de 2007     | Mount Lemmon         | Mt. Lemmon Survey      |
| 400238 | 2007 HS66              | 22 d'abril de 2007     | Mount Lemmon         | Mt. Lemmon Survey      |
| 400239 | 2007 HA85              | 16 de març de 2007     | Mount Lemmon         | Mt. Lemmon Survey      |
| 400240 | 2007 HX95              | 25 d'abril de 2007     | Mount Lemmon         | Mt. Lemmon Survey      |
| 400241 | 2007 JX44              | 11 de maig de 2007     | Mount Lemmon         | Mt. Lemmon Survey      |
| 400242 | 2007 NZ4               | 15 de juliol de 2007   | Reedy Creek          | J. Broughton           |
| 400243 | 2007 ON6               | 21 de juliol de 2007   | Reedy Creek          | J. Broughton           |
| 400244 | 2007 PD11              | 12 d'agost de 2007     | Pla D'Arguines       | R. Ferrando            |
| 400245 | 2007 PW17              | 9 d'agost de 2007      | Socorro              | LINEAR                 |
| 400246 | 2007 PN23              | 12 d'agost de 2007     | Socorro              | LINEAR                 |
| 400247 | 2007 PA24              | 12 d'agost de 2007     | Socorro              | LINEAR                 |
| 400248 | 2007 PW25              | 8 d'agost de 2007      | Socorro              | LINEAR                 |
| 400249 | 2007 PF26              | 11 d'agost de 2007     | Socorro              | LINEAR                 |
| 400250 | 2007 PY36              | 13 d'agost de 2007     | Socorro              | LINEAR                 |
| 400251 | 2007 PS39              | 13 d'agost de 2007     | Socorro              | LINEAR                 |
| 400252 | 2007 PR49              | 10 d'agost de 2007     | Kitt Peak            | Spacewatch             |
| 400253 | 2007 PT50              | 9 d'agost de 2007      | Socorro              | LINEAR                 |
| 400254 | 2007 RC                | 1 de setembre de 2007  | Eskridge             | G. Hug                 |
| 400255 | 2007 RW4               | 3 de setembre de 2007  | Catalina             | CSS                    |
| 400256 | 2007 RG24              | 3 de setembre de 2007  | Catalina             | CSS                    |
| 400257 | 2007 RF26              | 4 de setembre de 2007  | Mount Lemmon         | Mt. Lemmon Survey      |
| 400258 | 2007 RG36              | 8 de setembre de 2007  | Anderson Mesa        | LONEOS                 |
| 400259 | 2007 RR65              | 10 d'agost de 2007     | Kitt Peak            | Spacewatch             |
| 400260 | 2007 RK87              | 10 de setembre de 2007 | Mount Lemmon         | Mt. Lemmon Survey      |
| 400261 | 2007 RM115             | 11 de setembre de 2007 | Kitt Peak            | Spacewatch             |
| 400262 | 2007 RY117             | 11 de setembre de 2007 | Kitt Peak            | Spacewatch             |
| 400263 | 2007 RP137             | 14 de setembre de 2007 | Anderson Mesa        | LONEOS                 |
| 400264 | 2007 RW139             | 3 de setembre de 2007  | Catalina             | CSS                    |
| 400265 | 2007 RP143             | 23 d'agost de 2007     | Kitt Peak            | Spacewatch             |
| 400266 | 2007 RP147             | 11 de setembre de 2007 | Purple Mountain      | PMO NEO Survey Program |
| 400267 | 2007 RU148             | 12 de setembre de 2007 | Catalina             | CSS                    |
| 400268 | 2007 RO149             | 12 de setembre de 2007 | Catalina             | CSS                    |
| 400269 | 2007 RE206             | 10 d'agost de 2007     | Kitt Peak            | Spacewatch             |
| 400270 | 2007 RA218             | 13 de setembre de 2007 | Mount Lemmon         | Mt. Lemmon Survey      |
| 400271 | 2007 RQ220             | 14 de setembre de 2007 | Mount Lemmon         | Mt. Lemmon Survey      |
| 400272 | 2007 RL227             | 10 de setembre de 2007 | Kitt Peak            | Spacewatch             |
| 400273 | 2007 RO233             | 12 d'agost de 2007     | Socorro              | LINEAR                 |
| 400274 | 2007 RF235             | 12 de setembre de 2007 | Mount Lemmon         | Mt. Lemmon Survey      |
| 400275 | 2007 RE243             | 3 de setembre de 2007  | Catalina             | CSS                    |
| 400276 | 2007 RC246             | 21 d'agost de 2007     | Anderson Mesa        | LONEOS                 |
| 400277 | 2007 RO265             | 23 d'agost de 2007     | Kitt Peak            | Spacewatch             |
| 400278 | 2007 RE301             | 12 de setembre de 2007 | Mount Lemmon         | Mt. Lemmon Survey      |
| 400279 | 2007 RP302             | 9 de setembre de 2007  | Mount Lemmon         | Mt. Lemmon Survey      |
| 400280 | 2007 RH310             | 5 de setembre de 2007  | Catalina             | CSS                    |
| 400281 | 2007 RT311             | 4 de setembre de 2007  | Catalina             | CSS                    |
| 400282 | 2007 RV314             | 3 de setembre de 2007  | Catalina             | CSS                    |
| 400283 | 2007 SY3               | 16 de setembre de 2007 | Socorro              | LINEAR                 |
| 400284 | 2007 SK10              | 19 de setembre de 2007 | Kitt Peak            | Spacewatch             |
| 400285 | 2007 SO20              | 18 de setembre de 2007 | Mount Lemmon         | Mt. Lemmon Survey      |
| 400286 | 2007 TQ9               | 8 de setembre de 2007  | Anderson Mesa        | LONEOS                 |
| 400287 | 2007 TE10              | 11 de setembre de 2007 | Mount Lemmon         | Mt. Lemmon Survey      |
| 400288 | 2007 TJ46              | 7 d'octubre de 2007    | Mount Lemmon         | Mt. Lemmon Survey      |
| 400289 | 2007 TH51              | 4 d'octubre de 2007    | Kitt Peak            | Spacewatch             |
| 400290 | 2007 TT64              | 7 d'octubre de 2007    | Mount Lemmon         | Mt. Lemmon Survey      |
| 400291 | 2007 TS69              | 14 d'octubre de 2007   | Wrightwood           | J. W. Young            |
| 400292 | 2007 TM79              | 5 d'octubre de 2007    | Kitt Peak            | Spacewatch             |
| 400293 | 2007 TU89              | 8 d'octubre de 2007    | Mount Lemmon         | Mt. Lemmon Survey      |
| 400294 | 2007 TJ91              | 13 d'octubre de 2007   | Dauban               | Chante-Perdrix         |
| 400295 | 2007 TL111             | 3 de setembre de 2007  | Catalina             | CSS                    |
| 400296 | 2007 TJ119             | 9 d'octubre de 2007    | Kitt Peak            | Spacewatch             |
| 400297 | 2007 TQ124             | 6 d'octubre de 2007    | Kitt Peak            | Spacewatch             |
| 400298 | 2007 TU124             | 15 de setembre de 2007 | Mount Lemmon         | Mt. Lemmon Survey      |
| 400299 | 2007 TN126             | 9 de setembre de 2007  | Mount Lemmon         | Mt. Lemmon Survey      |
| 400300 | 2007 TQ126             | 6 d'octubre de 2007    | Kitt Peak            | Spacewatch             |

## 400301-400400
| Nom    | Designació provisional | Data de descobriment   | Lloc de descobriment | Descobridor/s     |
| ------ | ---------------------- | ---------------------- | -------------------- | ----------------- |
| 400301 | 2007 TU134             | 8 d'octubre de 2007    | Kitt Peak            | Spacewatch        |
| 400302 | 2007 TD136             | 8 d'octubre de 2007    | Kitt Peak            | Spacewatch        |
| 400303 | 2007 TT148             | 8 d'octubre de 2007    | Socorro              | LINEAR            |
| 400304 | 2007 TB150             | 9 d'octubre de 2007    | Socorro              | LINEAR            |
| 400305 | 2007 TW152             | 9 d'octubre de 2007    | Socorro              | LINEAR            |
| 400306 | 2007 TO182             | 8 d'octubre de 2007    | Anderson Mesa        | LONEOS            |
| 400307 | 2007 TJ184             | 10 d'octubre de 2007   | Catalina             | CSS               |
| 400308 | 2007 TX184             | 13 d'octubre de 2007   | Gaisberg             | R. Gierlinger     |
| 400309 | 2007 TC185             | 14 d'octubre de 2007   | Radebeul             | M. Fiedler        |
| 400310 | 2007 TX185             | 13 d'octubre de 2007   | Socorro              | LINEAR            |
| 400311 | 2007 TD244             | 8 d'octubre de 2007    | Catalina             | CSS               |
| 400312 | 2007 TE244             | 8 d'octubre de 2007    | Catalina             | CSS               |
| 400313 | 2007 TH274             | 12 de setembre de 2007 | Mount Lemmon         | Mt. Lemmon Survey |
| 400314 | 2007 TT281             | 7 d'octubre de 2007    | Mount Lemmon         | Mt. Lemmon Survey |
| 400315 | 2007 TT325             | 18 de novembre de 2003 | Kitt Peak            | Spacewatch        |
| 400316 | 2007 TT330             | 11 d'octubre de 2007   | Kitt Peak            | Spacewatch        |
| 400317 | 2007 TP332             | 11 d'octubre de 2007   | Kitt Peak            | Spacewatch        |
| 400318 | 2007 TU338             | 11 d'octubre de 2007   | Catalina             | CSS               |
| 400319 | 2007 TB356             | 11 d'octubre de 2007   | Lulin                | LUSS              |
| 400320 | 2007 TG357             | 12 d'octubre de 2007   | Kitt Peak            | Spacewatch        |
| 400321 | 2007 TH367             | 10 d'octubre de 2007   | Catalina             | CSS               |
| 400322 | 2007 TH385             | 15 d'octubre de 2007   | Anderson Mesa        | LONEOS            |
| 400323 | 2007 TJ411             | 12 de setembre de 2007 | Mount Lemmon         | Mt. Lemmon Survey |
| 400324 | 2007 TC412             | 14 d'octubre de 2007   | Catalina             | CSS               |
| 400325 | 2007 TG431             | 12 d'octubre de 2007   | Kitt Peak            | Spacewatch        |
| 400326 | 2007 TS432             | 7 d'octubre de 2007    | Mount Lemmon         | Mt. Lemmon Survey |
| 400327 | 2007 TM443             | 7 d'octubre de 2007    | Catalina             | CSS               |
| 400328 | 2007 TJ447             | 11 d'octubre de 2007   | Kitt Peak            | Spacewatch        |
| 400329 | 2007 UM8               | 16 d'octubre de 2007   | Catalina             | CSS               |
| 400330 | 2007 UW10              | 18 d'octubre de 2007   | Anderson Mesa        | LONEOS            |
| 400331 | 2007 UA18              | 16 d'octubre de 2007   | Catalina             | CSS               |
| 400332 | 2007 UQ18              | 17 d'octubre de 2007   | Mount Lemmon         | Mt. Lemmon Survey |
| 400333 | 2007 UO33              | 16 d'octubre de 2007   | Catalina             | CSS               |
| 400334 | 2007 UB34              | 16 d'octubre de 2007   | Catalina             | CSS               |
| 400335 | 2007 UO34              | 18 d'octubre de 2007   | Anderson Mesa        | LONEOS            |
| 400336 | 2007 UZ52              | 6 d'octubre de 2007    | Kitt Peak            | Spacewatch        |
| 400337 | 2007 UZ65              | 31 d'octubre de 2007   | Gnosca               | S. Sposetti       |
| 400338 | 2007 UC71              | 10 d'octubre de 2007   | Kitt Peak            | Spacewatch        |
| 400339 | 2007 UL82              | 30 d'octubre de 2007   | Kitt Peak            | Spacewatch        |
| 400340 | 2007 UO100             | 16 d'octubre de 2007   | Mount Lemmon         | Mt. Lemmon Survey |
| 400341 | 2007 UB127             | 20 d'octubre de 2007   | Mount Lemmon         | Mt. Lemmon Survey |
| 400342 | 2007 UY132             | 20 d'octubre de 2007   | Mount Lemmon         | Mt. Lemmon Survey |
| 400343 | 2007 VJ2               | 2 de novembre de 2007  | Socorro              | LINEAR            |
| 400344 | 2007 VP12              | 16 d'octubre de 2007   | Catalina             | CSS               |
| 400345 | 2007 VC40              | 3 de novembre de 2007  | Mount Lemmon         | Mt. Lemmon Survey |
| 400346 | 2007 VT47              | 1 de novembre de 2007  | Kitt Peak            | Spacewatch        |
| 400347 | 2007 VD59              | 1 de novembre de 2007  | Kitt Peak            | Spacewatch        |
| 400348 | 2007 VO61              | 16 d'octubre de 2007   | Mount Lemmon         | Mt. Lemmon Survey |
| 400349 | 2007 VG80              | 16 d'octubre de 2007   | Mount Lemmon         | Mt. Lemmon Survey |
| 400350 | 2007 VD84              | 7 de novembre de 2007  | Mayhill              | A. Lowe           |
| 400351 | 2007 VK91              | 7 de novembre de 2007  | Socorro              | LINEAR            |
| 400352 | 2007 VA100             | 24 d'octubre de 2007   | Mount Lemmon         | Mt. Lemmon Survey |
| 400353 | 2007 VX104             | 3 de novembre de 2007  | Kitt Peak            | Spacewatch        |
| 400354 | 2007 VV109             | 3 de novembre de 2007  | Kitt Peak            | Spacewatch        |
| 400355 | 2007 VX126             | 3 de novembre de 2007  | Kitt Peak            | Spacewatch        |
| 400356 | 2007 VP135             | 3 de novembre de 2007  | Mount Lemmon         | Mt. Lemmon Survey |
| 400357 | 2007 VW156             | 5 de novembre de 2007  | Kitt Peak            | Spacewatch        |
| 400358 | 2007 VN161             | 5 de novembre de 2007  | Kitt Peak            | Spacewatch        |
| 400359 | 2007 VH173             | 2 de novembre de 2007  | Mount Lemmon         | Mt. Lemmon Survey |
| 400360 | 2007 VY180             | 7 de novembre de 2007  | Catalina             | CSS               |
| 400361 | 2007 VL189             | 5 d'octubre de 2007    | Kitt Peak            | Spacewatch        |
| 400362 | 2007 VK219             | 9 de novembre de 2007  | Kitt Peak            | Spacewatch        |
| 400363 | 2007 VE226             | 20 d'octubre de 2007   | Mount Lemmon         | Mt. Lemmon Survey |
| 400364 | 2007 VG272             | 11 de novembre de 2007 | Mount Lemmon         | Mt. Lemmon Survey |
| 400365 | 2007 VQ297             | 12 de setembre de 2007 | Catalina             | CSS               |
| 400366 | 2007 VT306             | 1 de novembre de 2007  | Kitt Peak            | Spacewatch        |
| 400367 | 2007 VQ308             | 7 de novembre de 2007  | Kitt Peak            | Spacewatch        |
| 400368 | 2007 VG313             | 8 de novembre de 2007  | Kitt Peak            | Spacewatch        |
| 400369 | 2007 VT332             | 8 de novembre de 2007  | Mount Lemmon         | Mt. Lemmon Survey |
| 400370 | 2007 WM4               | 19 de novembre de 2007 | Mount Lemmon         | Mt. Lemmon Survey |
| 400371 | 2007 WP10              | 17 de novembre de 2007 | Mount Lemmon         | Mt. Lemmon Survey |
| 400372 | 2007 WK21              | 17 de novembre de 2007 | Kitt Peak            | Spacewatch        |
| 400373 | 2007 WW29              | 19 de novembre de 2007 | Kitt Peak            | Spacewatch        |
| 400374 | 2007 WD58              | 20 de novembre de 2007 | Mount Lemmon         | Mt. Lemmon Survey |
| 400375 | 2007 WP63              | 21 de novembre de 2007 | Catalina             | CSS               |
| 400376 | 2007 XX2               | 3 de desembre de 2007  | Kitt Peak            | Spacewatch        |
| 400377 | 2007 XL42              | 8 de novembre de 2007  | Mount Lemmon         | Mt. Lemmon Survey |
| 400378 | 2007 XT50              | 3 de desembre de 2007  | Catalina             | CSS               |
| 400379 | 2007 XH51              | 4 de desembre de 2007  | Kitt Peak            | Spacewatch        |
| 400380 | 2007 XN54              | 14 de desembre de 2007 | Mount Lemmon         | Mt. Lemmon Survey |
| 400381 | 2007 YB24              | 17 de desembre de 2007 | Mount Lemmon         | Mt. Lemmon Survey |
| 400382 | 2007 YA32              | 30 de desembre de 2007 | Socorro              | LINEAR            |
| 400383 | 2007 YN37              | 3 de desembre de 2007  | Kitt Peak            | Spacewatch        |
| 400384 | 2007 YX45              | 8 de novembre de 2007  | Mount Lemmon         | Mt. Lemmon Survey |
| 400385 | 2007 YP46              | 30 de desembre de 2007 | Mount Lemmon         | Mt. Lemmon Survey |
| 400386 | 2007 YV49              | 5 de desembre de 2007  | Mount Lemmon         | Mt. Lemmon Survey |
| 400387 | 2007 YH56              | 30 de desembre de 2007 | Junk Bond            | D. Healy          |
| 400388 | 2007 YW56              | 15 de desembre de 2007 | Mount Lemmon         | Mt. Lemmon Survey |
| 400389 | 2007 YJ74              | 31 de desembre de 2007 | Mount Lemmon         | Mt. Lemmon Survey |
| 400390 | 2008 AH                | 14 de desembre de 2007 | Mount Lemmon         | Mt. Lemmon Survey |
| 400391 | 2008 AT6               | 13 de novembre de 2007 | Kitt Peak            | Spacewatch        |
| 400392 | 2008 AL7               | 10 de gener de 2008    | Kitt Peak            | Spacewatch        |
| 400393 | 2008 AG62              | 11 de gener de 2008    | Mount Lemmon         | Mt. Lemmon Survey |
| 400394 | 2008 AM64              | 11 de gener de 2008    | Mount Lemmon         | Mt. Lemmon Survey |
| 400395 | 2008 AL77              | 12 de gener de 2008    | Kitt Peak            | Spacewatch        |
| 400396 | 2008 AK80              | 12 de gener de 2008    | Kitt Peak            | Spacewatch        |
| 400397 | 2008 AY80              | 12 de gener de 2008    | Kitt Peak            | Spacewatch        |
| 400398 | 2008 AJ92              | 14 de gener de 2008    | Kitt Peak            | Spacewatch        |
| 400399 | 2008 AP94              | 14 de gener de 2008    | Kitt Peak            | Spacewatch        |
| 400400 | 2008 AJ95              | 31 de desembre de 2007 | Kitt Peak            | Spacewatch        |

## 400401-400500
| Nom    | Designació provisional | Data de descobriment   | Lloc de descobriment | Descobridor/s     |
| ------ | ---------------------- | ---------------------- | -------------------- | ----------------- |
| 400401 | 2008 AJ110             | 15 de gener de 2008    | Kitt Peak            | Spacewatch        |
| 400402 | 2008 AP111             | 15 de gener de 2008    | Kitt Peak            | Spacewatch        |
| 400403 | 2008 BJ3               | 18 de novembre de 2007 | Mount Lemmon         | Mt. Lemmon Survey |
| 400404 | 2008 BP3               | 18 de desembre de 2007 | Mount Lemmon         | Mt. Lemmon Survey |
| 400405 | 2008 BU17              | 30 de gener de 2008    | Catalina             | CSS               |
| 400406 | 2008 BO20              | 30 de gener de 2008    | Catalina             | CSS               |
| 400407 | 2008 BD44              | 30 de gener de 2008    | Catalina             | CSS               |
| 400408 | 2008 BW47              | 31 de gener de 2008    | Mount Lemmon         | Mt. Lemmon Survey |
| 400409 | 2008 CF6               | 7 de febrer de 2008    | Mount Lemmon         | Mt. Lemmon Survey |
| 400410 | 2008 CE16              | 3 de febrer de 2008    | Mount Lemmon         | Mt. Lemmon Survey |
| 400411 | 2008 CQ22              | 5 de febrer de 2008    | La Sagra             | OAM               |
| 400412 | 2008 CL33              | 24 de setembre de 2007 | Kitt Peak            | Spacewatch        |
| 400413 | 2008 CG43              | 2 de febrer de 2008    | Kitt Peak            | Spacewatch        |
| 400414 | 2008 CH54              | 16 de desembre de 2007 | Kitt Peak            | Spacewatch        |
| 400415 | 2008 CM61              | 3 de febrer de 2008    | Kitt Peak            | Spacewatch        |
| 400416 | 2008 CY68              | 3 d'octubre de 2006    | Mount Lemmon         | Mt. Lemmon Survey |
| 400417 | 2008 CJ73              | 6 de febrer de 2008    | Catalina             | CSS               |
| 400418 | 2008 CE78              | 7 de febrer de 2008    | Kitt Peak            | Spacewatch        |
| 400419 | 2008 CL88              | 7 de febrer de 2008    | Mount Lemmon         | Mt. Lemmon Survey |
| 400420 | 2008 CM98              | 9 de febrer de 2008    | Kitt Peak            | Spacewatch        |
| 400421 | 2008 CQ100             | 9 de febrer de 2008    | Catalina             | CSS               |
| 400422 | 2008 CN104             | 9 de febrer de 2008    | Mount Lemmon         | Mt. Lemmon Survey |
| 400423 | 2008 CG115             | 11 de gener de 2008    | Catalina             | CSS               |
| 400424 | 2008 CN126             | 8 de febrer de 2008    | Kitt Peak            | Spacewatch        |
| 400425 | 2008 CX126             | 30 de gener de 2008    | Mount Lemmon         | Mt. Lemmon Survey |
| 400426 | 2008 CO153             | 9 de febrer de 2008    | Kitt Peak            | Spacewatch        |
| 400427 | 2008 CD154             | 9 de febrer de 2008    | Kitt Peak            | Spacewatch        |
| 400428 | 2008 CG165             | 10 de febrer de 2008   | Kitt Peak            | Spacewatch        |
| 400429 | 2008 CK178             | 11 de gener de 2008    | Socorro              | LINEAR            |
| 400430 | 2008 CH190             | 9 de febrer de 2008    | Socorro              | LINEAR            |
| 400431 | 2008 CL204             | 7 de febrer de 2008    | Mount Lemmon         | Mt. Lemmon Survey |
| 400432 | 2008 CN214             | 11 de febrer de 2008   | Kitt Peak            | Spacewatch        |
| 400433 | 2008 DM8               | 24 de febrer de 2008   | Mount Lemmon         | Mt. Lemmon Survey |
| 400434 | 2008 DP8               | 24 de febrer de 2008   | Bergisch Gladbac     | W. Bickel         |
| 400435 | 2008 DA23              | 14 de gener de 2008    | Kitt Peak            | Spacewatch        |
| 400436 | 2008 DE46              | 10 de febrer de 2008   | Mount Lemmon         | Mt. Lemmon Survey |
| 400437 | 2008 DQ60              | 28 de febrer de 2008   | Mount Lemmon         | Mt. Lemmon Survey |
| 400438 | 2008 DS68              | 29 de febrer de 2008   | Kitt Peak            | Spacewatch        |
| 400439 | 2008 DE79              | 29 de febrer de 2008   | Kitt Peak            | Spacewatch        |
| 400440 | 2008 DG81              | 27 de febrer de 2008   | Kitt Peak            | Spacewatch        |
| 400441 | 2008 EM1               | 30 de gener de 2008    | Catalina             | CSS               |
| 400442 | 2008 EA3               | 1 de març de 2008      | Mount Lemmon         | Mt. Lemmon Survey |
| 400443 | 2008 EH29              | 4 de març de 2008      | Mount Lemmon         | Mt. Lemmon Survey |
| 400444 | 2008 EX34              | 2 de març de 2008      | Kitt Peak            | Spacewatch        |
| 400445 | 2008 EV41              | 4 de març de 2008      | Kitt Peak            | Spacewatch        |
| 400446 | 2008 EH64              | 9 de març de 2008      | Mount Lemmon         | Mt. Lemmon Survey |
| 400447 | 2008 EJ81              | 16 de març de 2004     | Kitt Peak            | Spacewatch        |
| 400448 | 2008 EA135             | 11 de març de 2008     | Kitt Peak            | Spacewatch        |
| 400449 | 2008 EG137             | 28 de febrer de 2008   | Kitt Peak            | Spacewatch        |
| 400450 | 2008 EM147             | 1 de març de 2008      | Kitt Peak            | Spacewatch        |
| 400451 | 2008 EO152             | 10 de març de 2008     | Mount Lemmon         | Mt. Lemmon Survey |
| 400452 | 2008 EP154             | 5 de març de 2008      | Kitt Peak            | Spacewatch        |
| 400453 | 2008 EH162             | 13 de març de 2008     | Kitt Peak            | Spacewatch        |
| 400454 | 2008 FJ22              | 27 de març de 2008     | Kitt Peak            | Spacewatch        |
| 400455 | 2008 FD25              | 12 de març de 2008     | Mount Lemmon         | Mt. Lemmon Survey |
| 400456 | 2008 FC35              | 27 de febrer de 2008   | Mount Lemmon         | Mt. Lemmon Survey |
| 400457 | 2008 FU37              | 28 de març de 2008     | Kitt Peak            | Spacewatch        |
| 400458 | 2008 FT52              | 10 de març de 2008     | Kitt Peak            | Spacewatch        |
| 400459 | 2008 FN53              | 28 de març de 2008     | Mount Lemmon         | Mt. Lemmon Survey |
| 400460 | 2008 FT65              | 28 de març de 2008     | Mount Lemmon         | Mt. Lemmon Survey |
| 400461 | 2008 FP96              | 29 de març de 2008     | Catalina             | CSS               |
| 400462 | 2008 FX106             | 31 de març de 2008     | Kitt Peak            | Spacewatch        |
| 400463 | 2008 FB116             | 15 de març de 2008     | Kitt Peak            | Spacewatch        |
| 400464 | 2008 FW131             | 28 de març de 2008     | Mount Lemmon         | Mt. Lemmon Survey |
| 400465 | 2008 FV134             | 30 de març de 2008     | Kitt Peak            | Spacewatch        |
| 400466 | 2008 GJ4               | 7 d'abril de 2008      | Grove Creek          | F. Tozzi          |
| 400467 | 2008 GG11              | 1 d'abril de 2008      | Kitt Peak            | Spacewatch        |
| 400468 | 2008 GS17              | 4 d'abril de 2008      | Kitt Peak            | Spacewatch        |
| 400469 | 2008 GB19              | 4 d'abril de 2008      | Mount Lemmon         | Mt. Lemmon Survey |
| 400470 | 2008 GZ23              | 4 de març de 2008      | Mount Lemmon         | Mt. Lemmon Survey |
| 400471 | 2008 GZ25              | 27 de desembre de 2006 | Mount Lemmon         | Mt. Lemmon Survey |
| 400472 | 2008 GT29              | 5 de març de 2008      | Kitt Peak            | Spacewatch        |
| 400473 | 2008 GG37              | 3 d'abril de 2008      | Kitt Peak            | Spacewatch        |
| 400474 | 2008 GC43              | 4 d'abril de 2008      | Mount Lemmon         | Mt. Lemmon Survey |
| 400475 | 2008 GG47              | 4 d'abril de 2008      | Kitt Peak            | Spacewatch        |
| 400476 | 2008 GS49              | 28 de març de 2008     | Kitt Peak            | Spacewatch        |
| 400477 | 2008 GU57              | 5 d'abril de 2008      | Mount Lemmon         | Mt. Lemmon Survey |
| 400478 | 2008 GC82              | 25 de desembre de 2006 | Kitt Peak            | Spacewatch        |
| 400479 | 2008 GP89              | 12 de febrer de 2008   | Mount Lemmon         | Mt. Lemmon Survey |
| 400480 | 2008 GB132             | 6 d'abril de 2008      | Mount Lemmon         | Mt. Lemmon Survey |
| 400481 | 2008 GO139             | 5 d'abril de 2008      | Kitt Peak            | Spacewatch        |
| 400482 | 2008 HV1               | 24 d'abril de 2008     | Kitt Peak            | Spacewatch        |
| 400483 | 2008 HF4               | 27 d'abril de 2008     | Dauban               | F. Kugel          |
| 400484 | 2008 HL7               | 24 d'abril de 2008     | Kitt Peak            | Spacewatch        |
| 400485 | 2008 HX8               | 11 d'abril de 2008     | Mount Lemmon         | Mt. Lemmon Survey |
| 400486 | 2008 HL10              | 1 de maig de 2003      | Kitt Peak            | Spacewatch        |
| 400487 | 2008 HH24              | 3 d'abril de 2008      | Mount Lemmon         | Mt. Lemmon Survey |
| 400488 | 2008 HM34              | 27 d'abril de 2008     | Kitt Peak            | Spacewatch        |
| 400489 | 2008 HW57              | 30 d'abril de 2008     | Kitt Peak            | Spacewatch        |
| 400490 | 2008 HJ69              | 24 de febrer de 2008   | Mount Lemmon         | Mt. Lemmon Survey |
| 400491 | 2008 JW3               | 1 de maig de 2008      | Kitt Peak            | Spacewatch        |
| 400492 | 2008 JG4               | 1 de maig de 2008      | Kitt Peak            | Spacewatch        |
| 400493 | 2008 JJ5               | 3 de maig de 2008      | Mount Lemmon         | Mt. Lemmon Survey |
| 400494 | 2008 JK6               | 2 de maig de 2008      | Kitt Peak            | Spacewatch        |
| 400495 | 2008 JF9               | 14 d'abril de 2008     | Mount Lemmon         | Mt. Lemmon Survey |
| 400496 | 2008 JS11              | 3 d'abril de 2008      | Mount Lemmon         | Mt. Lemmon Survey |
| 400497 | 2008 JZ17              | 4 de maig de 2008      | Kitt Peak            | Spacewatch        |
| 400498 | 2008 JF23              | 7 de maig de 2008      | Kitt Peak            | Spacewatch        |
| 400499 | 2008 JV25              | 14 d'abril de 2008     | Mount Lemmon         | Mt. Lemmon Survey |
| 400500 | 2008 JH36              | 3 de maig de 2008      | Mount Lemmon         | Mt. Lemmon Survey |

## 400501-400600
| Nom    | Designació provisional | Data de descobriment   | Lloc de descobriment | Descobridor/s     |
| ------ | ---------------------- | ---------------------- | -------------------- | ----------------- |
| 400501 | 2008 KN8               | 27 de maig de 2008     | Kitt Peak            | Spacewatch        |
| 400502 | 2008 KK15              | 15 de maig de 2008     | Kitt Peak            | Spacewatch        |
| 400503 | 2008 KF17              | 27 de maig de 2008     | Kitt Peak            | Spacewatch        |
| 400504 | 2008 KT25              | 3 d'abril de 2008      | Mount Lemmon         | Mt. Lemmon Survey |
| 400505 | 2008 KN27              | 30 de maig de 2008     | Kitt Peak            | Spacewatch        |
| 400506 | 2008 KP41              | 31 de maig de 2008     | Kitt Peak            | Spacewatch        |
| 400507 | 2008 KX41              | 31 de maig de 2008     | Kitt Peak            | Spacewatch        |
| 400508 | 2008 KW42              | 13 d'abril de 2008     | Mount Lemmon         | Mt. Lemmon Survey |
| 400509 | 2008 LP8               | 6 de juny de 2008      | Kitt Peak            | Spacewatch        |
| 400510 | 2008 OA13              | 29 de juliol de 2008   | La Sagra             | OAM               |
| 400511 | 2008 RF89              | 5 de setembre de 2008  | Kitt Peak            | Spacewatch        |
| 400512 | 2008 RC140             | 7 de setembre de 2008  | Mount Lemmon         | Mt. Lemmon Survey |
| 400513 | 2008 SP3               | 25 de setembre de 2005 | Kitt Peak            | Spacewatch        |
| 400514 | 2008 SN59              | 20 de setembre de 2008 | Kitt Peak            | Spacewatch        |
| 400515 | 2008 SY63              | 21 de setembre de 2008 | Kitt Peak            | Spacewatch        |
| 400516 | 2008 SV73              | 4 de setembre de 2008  | Kitt Peak            | Spacewatch        |
| 400517 | 2008 SP119             | 22 de setembre de 2008 | Mount Lemmon         | Mt. Lemmon Survey |
| 400518 | 2008 SL166             | 28 de setembre de 2008 | Socorro              | LINEAR            |
| 400519 | 2008 SB196             | 25 de setembre de 2008 | Kitt Peak            | Spacewatch        |
| 400520 | 2008 SJ223             | 25 de setembre de 2008 | Mount Lemmon         | Mt. Lemmon Survey |
| 400521 | 2008 SH236             | 29 de setembre de 2008 | Catalina             | CSS               |
| 400522 | 2008 SN243             | 29 de setembre de 2008 | Kitt Peak            | Spacewatch        |
| 400523 | 2008 SY245             | 29 de setembre de 2008 | Mount Lemmon         | Mt. Lemmon Survey |
| 400524 | 2008 SR257             | 22 de setembre de 2008 | Kitt Peak            | Spacewatch        |
| 400525 | 2008 SU266             | 20 de setembre de 2008 | Kitt Peak            | Spacewatch        |
| 400526 | 2008 SK273             | 24 de setembre de 2008 | Mount Lemmon         | Mt. Lemmon Survey |
| 400527 | 2008 SL283             | 22 de setembre de 2008 | Mount Lemmon         | Mt. Lemmon Survey |
| 400528 | 2008 SM309             | 27 de setembre de 2008 | Mount Lemmon         | Mt. Lemmon Survey |
| 400529 | 2008 TZ6               | 19 de setembre de 2008 | Kitt Peak            | Spacewatch        |
| 400530 | 2008 TA60              | 2 d'octubre de 2008    | Kitt Peak            | Spacewatch        |
| 400531 | 2008 TW65              | 2 d'octubre de 2008    | Catalina             | CSS               |
| 400532 | 2008 UF38              | 20 d'octubre de 2008   | Kitt Peak            | Spacewatch        |
| 400533 | 2008 UT47              | 20 d'octubre de 2008   | Kitt Peak            | Spacewatch        |
| 400534 | 2008 UA65              | 21 d'octubre de 2008   | Kitt Peak            | Spacewatch        |
| 400535 | 2008 UV93              | 25 d'octubre de 2008   | Socorro              | LINEAR            |
| 400536 | 2008 UD111             | 22 d'octubre de 2008   | Kitt Peak            | Spacewatch        |
| 400537 | 2008 UP117             | 22 d'octubre de 2008   | Kitt Peak            | Spacewatch        |
| 400538 | 2008 UQ120             | 22 d'octubre de 2008   | Kitt Peak            | Spacewatch        |
| 400539 | 2008 UD172             | 22 de setembre de 2008 | Mount Lemmon         | Mt. Lemmon Survey |
| 400540 | 2008 UJ213             | 6 d'octubre de 2008    | Catalina             | CSS               |
| 400541 | 2008 UU214             | 24 d'octubre de 2008   | Catalina             | CSS               |
| 400542 | 2008 UX226             | 25 d'octubre de 2008   | Kitt Peak            | Spacewatch        |
| 400543 | 2008 UX228             | 10 d'octubre de 2001   | Kitt Peak            | Spacewatch        |
| 400544 | 2008 UK230             | 25 d'octubre de 2008   | Kitt Peak            | Spacewatch        |
| 400545 | 2008 UE243             | 26 d'octubre de 2008   | Kitt Peak            | Spacewatch        |
| 400546 | 2008 UB256             | 23 de setembre de 2008 | Mount Lemmon         | Mt. Lemmon Survey |
| 400547 | 2008 UT281             | 28 d'octubre de 2008   | Kitt Peak            | Spacewatch        |
| 400548 | 2008 UF286             | 25 de setembre de 2008 | Kitt Peak            | Spacewatch        |
| 400549 | 2008 UF308             | 16 de juliol de 2007   | Socorro              | LINEAR            |
| 400550 | 2008 UV320             | 8 d'octubre de 2008    | Mount Lemmon         | Mt. Lemmon Survey |
| 400551 | 2008 UR368             | 25 d'octubre de 2008   | Mount Lemmon         | Mt. Lemmon Survey |
| 400552 | 2008 VL27              | 2 de novembre de 2008  | Kitt Peak            | Spacewatch        |
| 400553 | 2008 VK46              | 24 de setembre de 2008 | Mount Lemmon         | Mt. Lemmon Survey |
| 400554 | 2008 VA58              | 6 de novembre de 2008  | Catalina             | CSS               |
| 400555 | 2008 WK41              | 17 de novembre de 2008 | Kitt Peak            | Spacewatch        |
| 400556 | 2008 WU42              | 3 de novembre de 2008  | Mount Lemmon         | Mt. Lemmon Survey |
| 400557 | 2008 WL45              | 17 de novembre de 2008 | Kitt Peak            | Spacewatch        |
| 400558 | 2008 WJ63              | 21 d'octubre de 2008   | Mount Lemmon         | Mt. Lemmon Survey |
| 400559 | 2008 WN66              | 18 de novembre de 2008 | Kitt Peak            | Spacewatch        |
| 400560 | 2008 WL69              | 18 de novembre de 2008 | Kitt Peak            | Spacewatch        |
| 400561 | 2008 WK80              | 20 de novembre de 2008 | Kitt Peak            | Spacewatch        |
| 400562 | 2008 WQ103             | 30 de novembre de 2008 | Catalina             | CSS               |
| 400563 | 2008 WX109             | 30 de novembre de 2008 | Kitt Peak            | Spacewatch        |
| 400564 | 2008 WA118             | 20 de novembre de 2008 | Kitt Peak            | Spacewatch        |
| 400565 | 2008 WG128             | 19 de novembre de 2008 | Mount Lemmon         | Mt. Lemmon Survey |
| 400566 | 2008 WX130             | 19 de novembre de 2008 | Mount Lemmon         | Mt. Lemmon Survey |
| 400567 | 2008 XR14              | 29 d'octubre de 2008   | Kitt Peak            | Spacewatch        |
| 400568 | 2008 XL43              | 24 de novembre de 2008 | Kitt Peak            | Spacewatch        |
| 400569 | 2008 XN50              | 3 de desembre de 2008  | Mount Lemmon         | Mt. Lemmon Survey |
| 400570 | 2008 XP53              | 7 de desembre de 2008  | Mount Lemmon         | Mt. Lemmon Survey |
| 400571 | 2008 XO55              | 4 de desembre de 2008  | Kitt Peak            | Spacewatch        |
| 400572 | 2008 YH13              | 21 de desembre de 2008 | Mount Lemmon         | Mt. Lemmon Survey |
| 400573 | 2008 YJ14              | 20 de desembre de 2008 | Lulin                | LUSS              |
| 400574 | 2008 YE16              | 21 de desembre de 2008 | Mount Lemmon         | Mt. Lemmon Survey |
| 400575 | 2008 YE19              | 21 de desembre de 2008 | Mount Lemmon         | Mt. Lemmon Survey |
| 400576 | 2008 YK37              | 22 de desembre de 2008 | Kitt Peak            | Spacewatch        |
| 400577 | 2008 YG40              | 4 de desembre de 2008  | Mount Lemmon         | Mt. Lemmon Survey |
| 400578 | 2008 YP41              | 29 de desembre de 2008 | Kitt Peak            | Spacewatch        |
| 400579 | 2008 YG55              | 3 de desembre de 2008  | Mount Lemmon         | Mt. Lemmon Survey |
| 400580 | 2008 YO76              | 30 de desembre de 2008 | Mount Lemmon         | Mt. Lemmon Survey |
| 400581 | 2008 YS79              | 30 de desembre de 2008 | Mount Lemmon         | Mt. Lemmon Survey |
| 400582 | 2008 YA91              | 29 de desembre de 2008 | Kitt Peak            | Spacewatch        |
| 400583 | 2008 YX102             | 29 de desembre de 2008 | Kitt Peak            | Spacewatch        |
| 400584 | 2008 YL105             | 29 de desembre de 2008 | Kitt Peak            | Spacewatch        |
| 400585 | 2008 YQ119             | 30 de desembre de 2008 | Kitt Peak            | Spacewatch        |
| 400586 | 2008 YJ123             | 22 de desembre de 2008 | Kitt Peak            | Spacewatch        |
| 400587 | 2008 YP137             | 30 de desembre de 2008 | Kitt Peak            | Spacewatch        |
| 400588 | 2008 YG138             | 21 de desembre de 2008 | Kitt Peak            | Spacewatch        |
| 400589 | 2008 YA153             | 30 de desembre de 2008 | Catalina             | CSS               |
| 400590 | 2008 YD155             | 22 de desembre de 2008 | Catalina             | CSS               |
| 400591 | 2009 AZ3               | 1 de gener de 2009     | Mount Lemmon         | Mt. Lemmon Survey |
| 400592 | 2009 AF13              | 2 de gener de 2009     | Mount Lemmon         | Mt. Lemmon Survey |
| 400593 | 2009 AT21              | 4 de desembre de 2008  | Mount Lemmon         | Mt. Lemmon Survey |
| 400594 | 2009 AQ32              | 15 de gener de 2009    | Kitt Peak            | Spacewatch        |
| 400595 | 2009 AJ34              | 20 de novembre de 2008 | Mount Lemmon         | Mt. Lemmon Survey |
| 400596 | 2009 BC2               | 18 de gener de 2009    | Catalina             | CSS               |
| 400597 | 2009 BJ13              | 18 de gener de 2009    | Kitt Peak            | Spacewatch        |
| 400598 | 2009 BY47              | 16 de gener de 2009    | Mount Lemmon         | Mt. Lemmon Survey |
| 400599 | 2009 BF56              | 17 de gener de 2009    | Mount Lemmon         | Mt. Lemmon Survey |
| 400600 | 2009 BT62              | 20 de gener de 2009    | Kitt Peak            | Spacewatch        |

## 400601-400700
| Nom    | Designació provisional | Data de descobriment   | Lloc de descobriment | Descobridor/s          |
| ------ | ---------------------- | ---------------------- | -------------------- | ---------------------- |
| 400601 | 2009 BC71              | 29 de desembre de 2008 | Mount Lemmon         | Mt. Lemmon Survey      |
| 400602 | 2009 BL78              | 9 de novembre de 2004  | Catalina             | CSS                    |
| 400603 | 2009 BZ99              | 28 de gener de 2009    | Catalina             | CSS                    |
| 400604 | 2009 BJ120             | 31 de gener de 2009    | Kitt Peak            | Spacewatch             |
| 400605 | 2009 BN121             | 31 de gener de 2009    | Kitt Peak            | Spacewatch             |
| 400606 | 2009 BR146             | 30 de gener de 2009    | Mount Lemmon         | Mt. Lemmon Survey      |
| 400607 | 2009 BL148             | 30 de gener de 2009    | Mount Lemmon         | Mt. Lemmon Survey      |
| 400608 | 2009 BL150             | 31 de gener de 2009    | Kitt Peak            | Spacewatch             |
| 400609 | 2009 BH171             | 17 de gener de 2009    | Kitt Peak            | Spacewatch             |
| 400610 | 2009 BL171             | 17 de gener de 2009    | Kitt Peak            | Spacewatch             |
| 400611 | 2009 BP184             | 18 de gener de 2009    | Catalina             | CSS                    |
| 400612 | 2009 BS185             | 20 de gener de 2009    | Mount Lemmon         | Mt. Lemmon Survey      |
| 400613 | 2009 CK1               | 3 de febrer de 2009    | Mount Lemmon         | Mt. Lemmon Survey      |
| 400614 | 2009 CJ3               | 9 de febrer de 2005    | Kitt Peak            | Spacewatch             |
| 400615 | 2009 CM8               | 9 de setembre de 2007  | Kitt Peak            | Spacewatch             |
| 400616 | 2009 CE14              | 2 de febrer de 2009    | Mount Lemmon         | Mt. Lemmon Survey      |
| 400617 | 2009 CH20              | 1 de febrer de 2009    | Kitt Peak            | Spacewatch             |
| 400618 | 2009 CA45              | 1 de febrer de 2009    | Great Shefford       | P. Birtwhistle         |
| 400619 | 2009 CE57              | 8 de novembre de 2008  | Kitt Peak            | Spacewatch             |
| 400620 | 2009 CZ60              | 14 de febrer de 2009   | Mount Lemmon         | Mt. Lemmon Survey      |
| 400621 | 2009 DK18              | 19 de febrer de 2009   | Kitt Peak            | Spacewatch             |
| 400622 | 2009 DD32              | 20 de febrer de 2009   | Kitt Peak            | Spacewatch             |
| 400623 | 2009 DG43              | 30 de novembre de 2008 | Mount Lemmon         | Mt. Lemmon Survey      |
| 400624 | 2009 DL59              | 22 de febrer de 2009   | Kitt Peak            | Spacewatch             |
| 400625 | 2009 DG64              | 9 de novembre de 2007  | Kitt Peak            | Spacewatch             |
| 400626 | 2009 DX74              | 17 de gener de 2009    | Mount Lemmon         | Mt. Lemmon Survey      |
| 400627 | 2009 DX84              | 26 de febrer de 2009   | Kitt Peak            | Spacewatch             |
| 400628 | 2009 DM95              | 4 de febrer de 2009    | Mount Lemmon         | Mt. Lemmon Survey      |
| 400629 | 2009 DO106             | 31 de gener de 2009    | Mount Lemmon         | Mt. Lemmon Survey      |
| 400630 | 2009 DO118             | 27 de febrer de 2009   | Kitt Peak            | Spacewatch             |
| 400631 | 2009 DR125             | 19 de febrer de 2009   | Kitt Peak            | Spacewatch             |
| 400632 | 2009 DZ129             | 27 de febrer de 2009   | Kitt Peak            | Spacewatch             |
| 400633 | 2009 DD131             | 25 de febrer de 2009   | Črni Vrh             | Crni Vrh               |
| 400634 | 2009 DM132             | 27 de gener de 2009    | XuYi                 | PMO NEO Survey Program |
| 400635 | 2009 DT136             | 24 de febrer de 2009   | Catalina             | CSS                    |
| 400636 | 2009 ES2               | 5 de març de 2009      | Cerro Burek          | Cerro Burek            |
| 400637 | 2009 EF12              | 1 de març de 2009      | Kitt Peak            | Spacewatch             |
| 400638 | 2009 EL12              | 1 de març de 2009      | Mount Lemmon         | Mt. Lemmon Survey      |
| 400639 | 2009 EY17              | 31 de gener de 2009    | Mount Lemmon         | Mt. Lemmon Survey      |
| 400640 | 2009 EJ20              | 15 de març de 2009     | La Sagra             | OAM                    |
| 400641 | 2009 FC23              | 20 de febrer de 2009   | Kitt Peak            | Spacewatch             |
| 400642 | 2009 FF23              | 31 de gener de 2009    | Mount Lemmon         | Mt. Lemmon Survey      |
| 400643 | 2009 FG27              | 19 de març de 2009     | Catalina             | CSS                    |
| 400644 | 2009 FA50              | 2 de març de 2009      | Mount Lemmon         | Mt. Lemmon Survey      |
| 400645 | 2009 FC54              | 29 de març de 2009     | Mount Lemmon         | Mt. Lemmon Survey      |
| 400646 | 2009 FE63              | 28 de març de 2009     | Kitt Peak            | Spacewatch             |
| 400647 | 2009 FC68              | 21 de març de 2009     | Mount Lemmon         | Mt. Lemmon Survey      |
| 400648 | 2009 FM68              | 19 de febrer de 2009   | Kitt Peak            | Spacewatch             |
| 400649 | 2009 FV72              | 19 de març de 2009     | Kitt Peak            | Spacewatch             |
| 400650 | 2009 HW16              | 18 d'abril de 2009     | Kitt Peak            | Spacewatch             |
| 400651 | 2009 HT18              | 19 d'abril de 2009     | Kitt Peak            | Spacewatch             |
| 400652 | 2009 HZ24              | 17 d'abril de 2009     | Kitt Peak            | Spacewatch             |
| 400653 | 2009 HU25              | 31 de març de 2009     | Kitt Peak            | Spacewatch             |
| 400654 | 2009 HZ29              | 19 d'abril de 2009     | Kitt Peak            | Spacewatch             |
| 400655 | 2009 HM38              | 26 de març de 2009     | Mount Lemmon         | Mt. Lemmon Survey      |
| 400656 | 2009 HG40              | 14 de setembre de 2006 | Kitt Peak            | Spacewatch             |
| 400657 | 2009 HL49              | 20 d'abril de 2009     | Kitt Peak            | Spacewatch             |
| 400658 | 2009 HC55              | 31 de març de 2009     | Kitt Peak            | Spacewatch             |
| 400659 | 2009 HO73              | 25 de febrer de 2009   | Siding Spring        | Siding Spring Survey   |
| 400660 | 2009 HP83              | 23 d'abril de 2009     | Kitt Peak            | Spacewatch             |
| 400661 | 2009 HQ88              | 30 d'abril de 2009     | La Sagra             | OAM                    |
| 400662 | 2009 HN94              | 27 d'octubre de 2006   | Mount Lemmon         | Mt. Lemmon Survey      |
| 400663 | 2009 HB96              | 20 d'abril de 2009     | Kitt Peak            | Spacewatch             |
| 400664 | 2009 HV99              | 22 d'abril de 2009     | Mount Lemmon         | Mt. Lemmon Survey      |
| 400665 | 2009 HW100             | 18 de setembre de 2006 | Kitt Peak            | Spacewatch             |
| 400666 | 2009 HH104             | 23 d'abril de 2009     | Kitt Peak            | Spacewatch             |
| 400667 | 2009 JS2               | 30 de març de 2009     | Mount Lemmon         | Mt. Lemmon Survey      |
| 400668 | 2009 KG20              | 29 de maig de 2009     | Mount Lemmon         | Mt. Lemmon Survey      |
| 400669 | 2009 LO1               | 12 de juny de 2009     | Catalina             | CSS                    |
| 400670 | 2009 MD8               | 27 de juny de 2009     | La Sagra             | OAM                    |
| 400671 | 2009 MR9               | 28 de juny de 2009     | Haleakala            | Pan-STARRS 1           |
| 400672 | 2009 OO3               | 28 de maig de 2009     | Kitt Peak            | Spacewatch             |
| 400673 | 2009 OL5               | 24 de juliol de 2009   | Zelenchukskaya S     | T. V. Kryachko         |
| 400674 | 2009 OA15              | 30 de juliol de 2009   | Tzec Maun            | F. Tozzi               |
| 400675 | 2009 OS19              | 29 de juliol de 2009   | Cerro Burek          | Cerro Burek            |
| 400676 | 2009 OA25              | 27 de juliol de 2009   | Catalina             | CSS                    |
| 400677 | 2009 PF                | 2 d'agost de 2009      | La Sagra             | OAM                    |
| 400678 | 2009 PG5               | 15 d'agost de 2009     | La Sagra             | OAM                    |
| 400679 | 2009 PZ7               | 29 de juliol de 2009   | Kitt Peak            | Spacewatch             |
| 400680 | 2009 PL9               | 15 d'agost de 2009     | Kitt Peak            | Spacewatch             |
| 400681 | 2009 PE12              | 15 d'agost de 2009     | Catalina             | CSS                    |
| 400682 | 2009 PX15              | 15 d'agost de 2009     | Kitt Peak            | Spacewatch             |
| 400683 | 2009 PK20              | 15 d'agost de 2009     | Kitt Peak            | Spacewatch             |
| 400684 | 2009 QN4               | 17 d'agost de 2009     | Catalina             | CSS                    |
| 400685 | 2009 QN15              | 16 d'agost de 2009     | Kitt Peak            | Spacewatch             |
| 400686 | 2009 QR30              | 21 d'agost de 2009     | Socorro              | LINEAR                 |
| 400687 | 2009 QB32              | 17 d'agost de 2009     | Kitt Peak            | Spacewatch             |
| 400688 | 2009 QS34              | 28 d'agost de 2009     | La Sagra             | OAM                    |
| 400689 | 2009 QD37              | 31 d'agost de 2009     | La Sagra             | OAM                    |
| 400690 | 2009 QM43              | 27 d'agost de 2009     | La Sagra             | OAM                    |
| 400691 | 2009 QV48              | 27 d'agost de 2009     | Catalina             | CSS                    |
| 400692 | 2009 QW55              | 27 d'agost de 2009     | Kitt Peak            | Spacewatch             |
| 400693 | 2009 QC58              | 17 d'agost de 2009     | Kitt Peak            | Spacewatch             |
| 400694 | 2009 QX58              | 17 d'agost de 2009     | Bergisch Gladbac     | W. Bickel              |
| 400695 | 2009 QO59              | 21 d'agost de 2009     | Socorro              | LINEAR                 |
| 400696 | 2009 QH63              | 28 d'agost de 2009     | Socorro              | LINEAR                 |
| 400697 | 2009 RV4               | 15 de setembre de 2009 | Tzec Maun            | L. Elenin              |
| 400698 | 2009 RG7               | 10 de setembre de 2009 | Catalina             | CSS                    |
| 400699 | 2009 RB8               | 12 de setembre de 2009 | Kitt Peak            | Spacewatch             |
| 400700 | 2009 RJ10              | 12 de setembre de 2009 | Kitt Peak            | Spacewatch             |

## 400701-400800
| Nom    | Designació provisional | Data de descobriment   | Lloc de descobriment | Descobridor/s             |
| ------ | ---------------------- | ---------------------- | -------------------- | ------------------------- |
| 400701 | 2009 RN14              | 12 de setembre de 2009 | Kitt Peak            | Spacewatch                |
| 400702 | 2009 RY14              | 12 de setembre de 2009 | Kitt Peak            | Spacewatch                |
| 400703 | 2009 RM17              | 12 de setembre de 2009 | Kitt Peak            | Spacewatch                |
| 400704 | 2009 RO32              | 14 de setembre de 2009 | Catalina             | CSS                       |
| 400705 | 2009 RR32              | 14 de setembre de 2009 | Catalina             | CSS                       |
| 400706 | 2009 RB34              | 14 de setembre de 2009 | Kitt Peak            | Spacewatch                |
| 400707 | 2009 RC39              | 15 de setembre de 2009 | Kitt Peak            | Spacewatch                |
| 400708 | 2009 RY52              | 15 de setembre de 2009 | Kitt Peak            | Spacewatch                |
| 400709 | 2009 RE64              | 21 de juny de 2009     | Mount Lemmon         | Mt. Lemmon Survey         |
| 400710 | 2009 RE71              | 15 de setembre de 2009 | Kitt Peak            | Spacewatch                |
| 400711 | 2009 RV72              | 15 de setembre de 2009 | Catalina             | CSS                       |
| 400712 | 2009 SU1               | 17 de setembre de 2009 | Bisei SG Center      | BATTeRS                   |
| 400713 | 2009 SX2               | 16 de setembre de 2009 | Kitt Peak            | Spacewatch                |
| 400714 | 2009 SG10              | 14 d'octubre de 1998   | Kitt Peak            | Spacewatch                |
| 400715 | 2009 SM15              | 15 d'agost de 2009     | Kitt Peak            | Spacewatch                |
| 400716 | 2009 SE16              | 20 de setembre de 2009 | Catalina             | CSS                       |
| 400717 | 2009 SN53              | 17 de setembre de 2009 | Catalina             | CSS                       |
| 400718 | 2009 SZ62              | 17 de setembre de 2009 | Mount Lemmon         | Mt. Lemmon Survey         |
| 400719 | 2009 SD63              | 17 de setembre de 2009 | Mount Lemmon         | Mt. Lemmon Survey         |
| 400720 | 2009 SV80              | 27 d'agost de 2009     | Kitt Peak            | Spacewatch                |
| 400721 | 2009 SJ89              | 18 de setembre de 2009 | Mount Lemmon         | Mt. Lemmon Survey         |
| 400722 | 2009 SY96              | 20 de novembre de 2004 | Campo Imperatore     | CINEOS                    |
| 400723 | 2009 SF106             | 16 de setembre de 2009 | Mount Lemmon         | Mt. Lemmon Survey         |
| 400724 | 2009 SU155             | 12 de setembre de 2009 | Kitt Peak            | Spacewatch                |
| 400725 | 2009 SZ164             | 21 de setembre de 2009 | Mount Lemmon         | Mt. Lemmon Survey         |
| 400726 | 2009 SD172             | 28 de setembre de 2009 | Nogales              | Tenagra II                |
| 400727 | 2009 SP179             | 29 d'agost de 2009     | Kitt Peak            | Spacewatch                |
| 400728 | 2009 SZ205             | 22 de setembre de 2009 | Kitt Peak            | Spacewatch                |
| 400729 | 2009 SJ229             | 29 de setembre de 2009 | Tzec Maun            | F. Tozzi                  |
| 400730 | 2009 SG268             | 24 de setembre de 2009 | Kitt Peak            | Spacewatch                |
| 400731 | 2009 SO306             | 18 d'agost de 2009     | Kitt Peak            | Spacewatch                |
| 400732 | 2009 SZ331             | 20 de setembre de 2009 | Mount Lemmon         | Mt. Lemmon Survey         |
| 400733 | 2009 SK344             | 18 de setembre de 2009 | Catalina             | CSS                       |
| 400734 | 2009 SL344             | 18 de setembre de 2009 | Catalina             | CSS                       |
| 400735 | 2009 SD347             | 27 de setembre de 2009 | Catalina             | CSS                       |
| 400736 | 2009 SX358             | 19 de setembre de 2009 | Moletai              | K. Cernis, J. Zdanavicius |
| 400737 | 2009 TH45              | 15 d'octubre de 2009   | Catalina             | CSS                       |
| 400738 | 2009 TP45              | 15 d'octubre de 2009   | Catalina             | CSS                       |
| 400739 | 2009 UK3               | 18 d'octubre de 2009   | Nazaret              | G. Muler                  |
| 400740 | 2009 UY37              | 22 d'octubre de 2009   | Mount Lemmon         | Mt. Lemmon Survey         |
| 400741 | 2009 UP61              | 24 de febrer de 2006   | Kitt Peak            | Spacewatch                |
| 400742 | 2009 UX90              | 16 d'octubre de 2009   | Catalina             | CSS                       |
| 400743 | 2009 UZ121             | 26 d'octubre de 2009   | Catalina             | CSS                       |
| 400744 | 2009 UL128             | 27 d'octubre de 2009   | La Sagra             | OAM                       |
| 400745 | 2009 UV130             | 26 d'octubre de 2009   | Mount Lemmon         | Mt. Lemmon Survey         |
| 400746 | 2009 UG139             | 27 d'octubre de 2009   | Mount Lemmon         | Mt. Lemmon Survey         |
| 400747 | 2009 UK151             | 17 d'octubre de 2009   | Catalina             | CSS                       |
| 400748 | 2009 UP153             | 25 d'octubre de 2009   | Kitt Peak            | Spacewatch                |
| 400749 | 2009 VY26              | 8 de novembre de 2009  | Kitt Peak            | Spacewatch                |
| 400750 | 2009 VR63              | 8 de novembre de 2009  | Kitt Peak            | Spacewatch                |
| 400751 | 2009 VS106             | 10 de novembre de 2009 | Catalina             | CSS                       |
| 400752 | 2009 WE218             | 28 de setembre de 2009 | Kitt Peak            | Spacewatch                |
| 400753 | 2009 WR259             | 27 de novembre de 2009 | Mount Lemmon         | Mt. Lemmon Survey         |
| 400754 | 2009 WN263             | 19 de novembre de 2009 | Mount Lemmon         | Mt. Lemmon Survey         |
| 400755 | 2009 YF16              | 19 de desembre de 2009 | Mount Lemmon         | Mt. Lemmon Survey         |
| 400756 | 2010 AR121             | 25 de setembre de 2009 | Catalina             | CSS                       |
| 400757 | 2010 BK96              | 27 de gener de 2010    | WISE                 | WISE                      |
| 400758 | 2010 CW4               | 8 de febrer de 2010    | Kitt Peak            | Spacewatch                |
| 400759 | 2010 CG43              | 13 de febrer de 2010   | Mount Lemmon         | Mt. Lemmon Survey         |
| 400760 | 2010 CD70              | 8 de gener de 2010     | Kitt Peak            | Spacewatch                |
| 400761 | 2010 CV76              | 13 de febrer de 2010   | Kitt Peak            | Spacewatch                |
| 400762 | 2010 CH89              | 14 de febrer de 2010   | Mount Lemmon         | Mt. Lemmon Survey         |
| 400763 | 2010 CH104             | 14 de febrer de 2010   | Kitt Peak            | Spacewatch                |
| 400764 | 2010 CH114             | 12 de març de 2003     | Kitt Peak            | Spacewatch                |
| 400765 | 2010 CS115             | 14 de febrer de 2010   | Mount Lemmon         | Mt. Lemmon Survey         |
| 400766 | 2010 CO117             | 15 de febrer de 2010   | Kitt Peak            | Spacewatch                |
| 400767 | 2010 CC148             | 13 de febrer de 2010   | Mount Lemmon         | Mt. Lemmon Survey         |
| 400768 | 2010 CV152             | 14 de febrer de 2010   | Kitt Peak            | Spacewatch                |
| 400769 | 2010 DK3               | 16 de febrer de 2010   | Kitt Peak            | Spacewatch                |
| 400770 | 2010 DZ8               | 16 de febrer de 2010   | Kitt Peak            | Spacewatch                |
| 400771 | 2010 DC16              | 17 de febrer de 2010   | WISE                 | WISE                      |
| 400772 | 2010 DF49              | 16 de febrer de 2010   | Kitt Peak            | Spacewatch                |
| 400773 | 2010 DH52              | 21 de febrer de 2010   | WISE                 | WISE                      |
| 400774 | 2010 EG14              | 5 de març de 2010      | WISE                 | WISE                      |
| 400775 | 2010 EK21              | 9 de març de 2010      | Taunus               | E. Schwab, R. Kling       |
| 400776 | 2010 EQ31              | 4 de març de 2010      | Kitt Peak            | Spacewatch                |
| 400777 | 2010 EF32              | 4 de març de 2010      | Kitt Peak            | Spacewatch                |
| 400778 | 2010 EO42              | 5 d'abril de 2000      | Socorro              | LINEAR                    |
| 400779 | 2010 EQ70              | 12 de març de 2010     | Kitt Peak            | Spacewatch                |
| 400780 | 2010 ER73              | 13 de març de 2010     | Mount Lemmon         | Mt. Lemmon Survey         |
| 400781 | 2010 EF85              | 13 de març de 2010     | Kitt Peak            | Spacewatch                |
| 400782 | 2010 ES99              | 14 de març de 2010     | Kitt Peak            | Spacewatch                |
| 400783 | 2010 EZ108             | 14 de març de 2010     | Kitt Peak            | Spacewatch                |
| 400784 | 2010 EC125             | 12 de març de 2010     | Catalina             | CSS                       |
| 400785 | 2010 EY128             | 12 de març de 2010     | Kitt Peak            | Spacewatch                |
| 400786 | 2010 ES133             | 5 de gener de 2006     | Mount Lemmon         | Mt. Lemmon Survey         |
| 400787 | 2010 EA134             | 5 de març de 2010      | Kitt Peak            | Spacewatch                |
| 400788 | 2010 EO134             | 10 d'agost de 2007     | Kitt Peak            | Spacewatch                |
| 400789 | 2010 EK135             | 13 de març de 2010     | Kitt Peak            | Spacewatch                |
| 400790 | 2010 EQ135             | 13 de març de 2010     | Kitt Peak            | Spacewatch                |
| 400791 | 2010 ER136             | 12 de març de 2010     | Kitt Peak            | Spacewatch                |
| 400792 | 2010 FS6               | 15 de març de 2010     | Mount Lemmon         | Mt. Lemmon Survey         |
| 400793 | 2010 FF16              | 26 de setembre de 2008 | Kitt Peak            | Spacewatch                |
| 400794 | 2010 FZ24              | 26 de desembre de 2005 | Kitt Peak            | Spacewatch                |
| 400795 | 2010 FN57              | 20 de març de 2010     | Kitt Peak            | Spacewatch                |
| 400796 | 2010 FQ77              | 31 de març de 2010     | WISE                 | WISE                      |
| 400797 | 2010 FP87              | 21 de març de 2010     | Kitt Peak            | Spacewatch                |
| 400798 | 2010 FQ92              | 14 de febrer de 2010   | Catalina             | CSS                       |
| 400799 | 2010 GW15              | 3 d'abril de 2010      | WISE                 | WISE                      |
| 400800 | 2010 GT28              | 7 d'abril de 2010      | La Sagra             | OAM                       |

## 400801-400900
| Nom    | Designació provisional | Data de descobriment   | Lloc de descobriment | Descobridor/s     |
| ------ | ---------------------- | ---------------------- | -------------------- | ----------------- |
| 400801 | 2010 GJ66              | 7 d'abril de 2010      | Catalina             | CSS               |
| 400802 | 2010 GM97              | 7 d'abril de 2010      | Kitt Peak            | Spacewatch        |
| 400803 | 2010 GB98              | 10 d'abril de 2010     | Kitt Peak            | Spacewatch        |
| 400804 | 2010 GD108             | 2 de febrer de 2006    | Mount Lemmon         | Mt. Lemmon Survey |
| 400805 | 2010 GD110             | 9 d'abril de 2010      | Kitt Peak            | Spacewatch        |
| 400806 | 2010 GC115             | 10 d'abril de 2010     | Mount Lemmon         | Mt. Lemmon Survey |
| 400807 | 2010 GN115             | 9 d'abril de 2003      | Kitt Peak            | Spacewatch        |
| 400808 | 2010 GB136             | 4 de maig de 2006      | Mount Lemmon         | Mt. Lemmon Survey |
| 400809 | 2010 GL143             | 10 d'abril de 2010     | Mount Lemmon         | Mt. Lemmon Survey |
| 400810 | 2010 GV143             | 10 d'abril de 2010     | Mount Lemmon         | Mt. Lemmon Survey |
| 400811 | 2010 GF153             | 15 d'abril de 2010     | WISE                 | WISE              |
| 400812 | 2010 GH160             | 7 de novembre de 2008  | Mount Lemmon         | Mt. Lemmon Survey |
| 400813 | 2010 GX161             | 27 de febrer de 2006   | Kitt Peak            | Spacewatch        |
| 400814 | 2010 HP77              | 20 d'abril de 2010     | Kitt Peak            | Spacewatch        |
| 400815 | 2010 HU79              | 20 d'abril de 2010     | Kitt Peak            | Spacewatch        |
| 400816 | 2010 HQ101             | 30 d'abril de 2010     | WISE                 | WISE              |
| 400817 | 2010 HO108             | 6 de març de 2006      | Mount Lemmon         | Mt. Lemmon Survey |
| 400818 | 2010 JV29              | 3 de maig de 2010      | Kitt Peak            | Spacewatch        |
| 400819 | 2010 JQ33              | 9 d'abril de 2010      | Kitt Peak            | Spacewatch        |
| 400820 | 2010 JS40              | 7 d'abril de 2010      | Kitt Peak            | Spacewatch        |
| 400821 | 2010 JU40              | 4 de febrer de 1995    | Kitt Peak            | Spacewatch        |
| 400822 | 2010 JD85              | 7 de maig de 2010      | Mount Lemmon         | Mt. Lemmon Survey |
| 400823 | 2010 JN85              | 24 de març de 2006     | Kitt Peak            | Spacewatch        |
| 400824 | 2010 JM109             | 12 de maig de 2010     | WISE                 | WISE              |
| 400825 | 2010 JP110             | 10 de febrer de 2010   | WISE                 | WISE              |
| 400826 | 2010 JU153             | 12 de maig de 2010     | Mount Lemmon         | Mt. Lemmon Survey |
| 400827 | 2010 JJ157             | 31 de març de 2003     | Kitt Peak            | Spacewatch        |
| 400828 | 2010 JV167             | 11 de maig de 2010     | Mount Lemmon         | Mt. Lemmon Survey |
| 400829 | 2010 KB32              | 19 de maig de 2010     | WISE                 | WISE              |
| 400830 | 2010 KU36              | 9 de setembre de 2007  | Kitt Peak            | Spacewatch        |
| 400831 | 2010 KT78              | 26 de maig de 2010     | WISE                 | WISE              |
| 400832 | 2010 KT79              | 25 de maig de 2010     | WISE                 | WISE              |
| 400833 | 2010 KR103             | 29 de maig de 2010     | WISE                 | WISE              |
| 400834 | 2010 KO117             | 19 de maig de 2010     | Catalina             | CSS               |
| 400835 | 2010 KY120             | 31 de maig de 2010     | WISE                 | WISE              |
| 400836 | 2010 LB38              | 6 de juny de 2010      | WISE                 | WISE              |
| 400837 | 2010 LP41              | 7 de juny de 2010      | WISE                 | WISE              |
| 400838 | 2010 LS51              | 8 de juny de 2010      | WISE                 | WISE              |
| 400839 | 2010 LE60              | 9 de juny de 2010      | WISE                 | WISE              |
| 400840 | 2010 LH67              | 7 de maig de 2010      | Mount Lemmon         | Mt. Lemmon Survey |
| 400841 | 2010 LN75              | 10 de juny de 2010     | WISE                 | WISE              |
| 400842 | 2010 LJ82              | 11 de juny de 2010     | WISE                 | WISE              |
| 400843 | 2010 LQ101             | 13 de juny de 2010     | WISE                 | WISE              |
| 400844 | 2010 LE107             | 27 de febrer de 2006   | Kitt Peak            | Spacewatch        |
| 400845 | 2010 LU129             | 15 de juny de 2010     | WISE                 | WISE              |
| 400846 | 2010 MR2               | 31 de desembre de 2002 | Socorro              | LINEAR            |
| 400847 | 2010 MH11              | 17 de juny de 2010     | WISE                 | WISE              |
| 400848 | 2010 MB20              | 18 de juny de 2010     | WISE                 | WISE              |
| 400849 | 2010 MS21              | 18 de juny de 2010     | WISE                 | WISE              |
| 400850 | 2010 ML32              | 2 d'octubre de 2006    | Mount Lemmon         | Mt. Lemmon Survey |
| 400851 | 2010 MQ32              | 22 d'octubre de 2006   | Kitt Peak            | Spacewatch        |
| 400852 | 2010 MK38              | 21 de juny de 2010     | WISE                 | WISE              |
| 400853 | 2010 MM102             | 29 de juny de 2010     | WISE                 | WISE              |
| 400854 | 2010 MA105             | 9 de març de 2008      | Mount Lemmon         | Mt. Lemmon Survey |
| 400855 | 2010 MN113             | 21 de juny de 2010     | Mount Lemmon         | Mt. Lemmon Survey |
| 400856 | 2010 MQ115             | 1 de juliol de 2010    | WISE                 | WISE              |
| 400857 | 2010 NJ36              | 8 de juliol de 2010    | WISE                 | WISE              |
| 400858 | 2010 NV53              | 28 de febrer de 2008   | Mount Lemmon         | Mt. Lemmon Survey |
| 400859 | 2010 ND56              | 21 de novembre de 2001 | Socorro              | LINEAR            |
| 400860 | 2010 NQ57              | 10 de juliol de 2010   | WISE                 | WISE              |
| 400861 | 2010 NA59              | 11 de juliol de 2010   | WISE                 | WISE              |
| 400862 | 2010 NC66              | 6 de juliol de 2010    | Kitt Peak            | Spacewatch        |
| 400863 | 2010 NY66              | 4 de novembre de 2007  | Mount Lemmon         | Mt. Lemmon Survey |
| 400864 | 2010 NJ109             | 25 d'octubre de 2005   | Kitt Peak            | Spacewatch        |
| 400865 | 2010 OR12              | 31 de març de 2009     | Kitt Peak            | Spacewatch        |
| 400866 | 2010 OD18              | 18 de juliol de 2010   | WISE                 | WISE              |
| 400867 | 2010 ON27              | 14 de setembre de 2005 | Kitt Peak            | Spacewatch        |
| 400868 | 2010 OT30              | 20 de juliol de 2010   | WISE                 | WISE              |
| 400869 | 2010 OM36              | 21 de juliol de 2010   | WISE                 | WISE              |
| 400870 | 2010 OP40              | 18 d'abril de 2009     | Mount Lemmon         | Mt. Lemmon Survey |
| 400871 | 2010 OC44              | 22 de juliol de 2010   | WISE                 | WISE              |
| 400872 | 2010 OG59              | 7 de juliol de 1997    | Kitt Peak            | Spacewatch        |
| 400873 | 2010 OL82              | 8 d'agost de 2004      | Socorro              | LINEAR            |
| 400874 | 2010 OD89              | 27 de juliol de 2010   | WISE                 | WISE              |
| 400875 | 2010 OF93              | 28 de juliol de 2010   | WISE                 | WISE              |
| 400876 | 2010 OA107             | 29 de juliol de 2010   | WISE                 | WISE              |
| 400877 | 2010 OT120             | 31 de juliol de 2010   | WISE                 | WISE              |
| 400878 | 2010 PC10              | 4 d'agost de 2010      | Socorro              | LINEAR            |
| 400879 | 2010 PU21              | 22 de novembre de 2005 | Kitt Peak            | Spacewatch        |
| 400880 | 2010 PW53              | 8 d'agost de 2010      | WISE                 | WISE              |
| 400881 | 2010 PY56              | 7 d'agost de 2010      | Charleston           | T. Vorobjov       |
| 400882 | 2010 PX75              | 14 d'agost de 2010     | Kitt Peak            | Spacewatch        |
| 400883 | 2010 PF76              | 11 d'agost de 2010     | La Sagra             | OAM               |
| 400884 | 2010 PK80              | 7 d'abril de 2008      | Kitt Peak            | Spacewatch        |
| 400885 | 2010 QV4               | 30 d'agost de 2010     | La Sagra             | OAM               |
| 400886 | 2010 QE5               | 29 de febrer de 2004   | Kitt Peak            | Spacewatch        |
| 400887 | 2010 RQ5               | 19 d'octubre de 2006   | Mount Lemmon         | Mt. Lemmon Survey |
| 400888 | 2010 RD24              | 3 de setembre de 2010  | Mount Lemmon         | Mt. Lemmon Survey |
| 400889 | 2010 RP39              | 2 de setembre de 2010  | Socorro              | LINEAR            |
| 400890 | 2010 RX39              | 3 de setembre de 2010  | Socorro              | LINEAR            |
| 400891 | 2010 RT49              | 8 de maig de 2005      | Kitt Peak            | Spacewatch        |
| 400892 | 2010 RO50              | 26 de març de 2008     | Mount Lemmon         | Mt. Lemmon Survey |
| 400893 | 2010 RF59              | 5 de setembre de 2010  | La Sagra             | OAM               |
| 400894 | 2010 RP98              | 30 de setembre de 2006 | Mount Lemmon         | Mt. Lemmon Survey |
| 400895 | 2010 RN102             | 8 de juliol de 2010    | WISE                 | WISE              |
| 400896 | 2010 RR113             | 22 d'agost de 2004     | Kitt Peak            | Spacewatch        |
| 400897 | 2010 RF118             | 13 de febrer de 2008   | Kitt Peak            | Spacewatch        |
| 400898 | 2010 RR120             | 6 d'abril de 2008      | Kitt Peak            | Spacewatch        |
| 400899 | 2010 RB132             | 22 d'abril de 2009     | Mount Lemmon         | Mt. Lemmon Survey |
| 400900 | 2010 RY141             | 9 d'octubre de 2005    | Kitt Peak            | Spacewatch        |

## 400901-401000
| Nom    | Designació provisional | Data de descobriment   | Lloc de descobriment | Descobridor/s                                          |
| ------ | ---------------------- | ---------------------- | -------------------- | ------------------------------------------------------ |
| 400901 | 2010 RM155             | 22 de febrer de 2007   | Kitt Peak            | Spacewatch                                             |
| 400902 | 2010 RG162             | 26 de setembre de 2005 | Kitt Peak            | Spacewatch                                             |
| 400903 | 2010 RB165             | 9 de setembre de 2010  | Kitt Peak            | Spacewatch                                             |
| 400904 | 2010 RG176             | 10 de setembre de 2010 | Kitt Peak            | Spacewatch                                             |
| 400905 | 2010 RC184             | 9 de febrer de 2007    | Mount Lemmon         | Mt. Lemmon Survey                                      |
| 400906 | 2010 SP5               | 29 d'octubre de 2005   | Catalina             | CSS                                                    |
| 400907 | 2010 SB42              | 11 de setembre de 2001 | Socorro              | LINEAR                                                 |
| 400908 | 2010 TN18              | 10 de febrer de 2008   | Kitt Peak            | Spacewatch                                             |
| 400909 | 2010 TY24              | 6 d'abril de 2008      | Kitt Peak            | Spacewatch                                             |
| 400910 | 2010 TV46              | 13 de febrer de 2004   | Kitt Peak            | Spacewatch                                             |
| 400911 | 2010 TH49              | 2 d'octubre de 2010    | Kitt Peak            | Spacewatch                                             |
| 400912 | 2010 TW88              | 27 d'agost de 2005     | Kitt Peak            | Spacewatch                                             |
| 400913 | 2010 TS101             | 30 d'agost de 2005     | Kitt Peak            | Spacewatch                                             |
| 400914 | 2010 TM104             | 4 de setembre de 2010  | Kitt Peak            | Spacewatch                                             |
| 400915 | 2010 TW110             | 9 d'octubre de 2010    | Catalina             | CSS                                                    |
| 400916 | 2010 TX115             | 16 de novembre de 2006 | Kitt Peak            | Spacewatch                                             |
| 400917 | 2010 TD149             | 28 de març de 2008     | Kitt Peak            | Spacewatch                                             |
| 400918 | 2010 TN149             | 12 d'octubre de 2010   | Kitt Peak            | Spacewatch                                             |
| 400919 | 2010 TC160             | 28 d'abril de 2008     | Mount Lemmon         | Mt. Lemmon Survey                                      |
| 400920 | 2010 TA166             | 30 de novembre de 2005 | Kitt Peak            | Spacewatch                                             |
| 400921 | 2010 TB174             | 6 de juny de 2005      | Kitt Peak            | Spacewatch                                             |
| 400922 | 2010 TC181             | 17 d'abril de 2009     | Kitt Peak            | Spacewatch                                             |
| 400923 | 2010 TR187             | 8 d'agost de 2004      | Socorro              | LINEAR                                                 |
| 400924 | 2010 UO3               | 14 de desembre de 2001 | Socorro              | LINEAR                                                 |
| 400925 | 2010 UU9               | 14 de setembre de 2004 | Anderson Mesa        | LONEOS                                                 |
| 400926 | 2010 UO25              | 28 d'octubre de 2010   | Kitt Peak            | Spacewatch                                             |
| 400927 | 2010 UD28              | 5 de setembre de 2010  | Mount Lemmon         | Mt. Lemmon Survey                                      |
| 400928 | 2010 UA43              | 19 d'octubre de 2010   | Mount Lemmon         | Mt. Lemmon Survey                                      |
| 400929 | 2010 UB45              | 11 de novembre de 1996 | Kitt Peak            | Spacewatch                                             |
| 400930 | 2010 UG58              | 29 d'octubre de 2010   | Kitt Peak            | Spacewatch                                             |
| 400931 | 2010 UV58              | 29 d'octubre de 2010   | Kitt Peak            | Spacewatch                                             |
| 400932 | 2010 UT78              | 3 de setembre de 2010  | Mount Lemmon         | Mt. Lemmon Survey                                      |
| 400933 | 2010 UZ92              | 23 de setembre de 2004 | Kitt Peak            | Spacewatch                                             |
| 400934 | 2010 UP94              | 26 de juny de 2010     | WISE                 | WISE                                                   |
| 400935 | 2010 UE107             | 8 d'octubre de 1999    | Socorro              | LINEAR                                                 |
| 400936 | 2010 VP5               | 7 d'abril de 2008      | Kitt Peak            | Spacewatch                                             |
| 400937 | 2010 VH25              | 14 d'octubre de 2010   | Mount Lemmon         | Mt. Lemmon Survey                                      |
| 400938 | 2010 VD29              | 4 de desembre de 2005  | Mount Lemmon         | Mt. Lemmon Survey                                      |
| 400939 | 2010 VH30              | 27 de gener de 2007    | Mount Lemmon         | Mt. Lemmon Survey                                      |
| 400940 | 2010 VG31              | 7 d'octubre de 1999    | Socorro              | LINEAR                                                 |
| 400941 | 2010 VD40              | 21 de desembre de 2005 | Kitt Peak            | Spacewatch                                             |
| 400942 | 2010 VT45              | 7 de gener de 2006     | Kitt Peak            | Spacewatch                                             |
| 400943 | 2010 VA47              | 13 d'octubre de 2010   | Mount Lemmon         | Mt. Lemmon Survey                                      |
| 400944 | 2010 VF64              | 6 de novembre de 2010  | Mount Lemmon         | Mt. Lemmon Survey                                      |
| 400945 | 2010 VO65              | 6 de novembre de 2005  | Mount Lemmon         | Mt. Lemmon Survey                                      |
| 400946 | 2010 VJ83              | 29 d'agost de 2005     | Kitt Peak            | Spacewatch                                             |
| 400947 | 2010 VT90              | 4 de desembre de 2005  | Kitt Peak            | Spacewatch                                             |
| 400948 | 2010 VJ112             | 30 d'octubre de 2010   | Kitt Peak            | Spacewatch                                             |
| 400949 | 2010 VX114             | 29 de juliol de 2009   | Kitt Peak            | Spacewatch                                             |
| 400950 | 2010 VU115             | 13 d'octubre de 2010   | Mount Lemmon         | Mt. Lemmon Survey                                      |
| 400951 | 2010 VM118             | 30 d'octubre de 2010   | Kitt Peak            | Spacewatch                                             |
| 400952 | 2010 VO125             | 27 de gener de 2007    | Mount Lemmon         | Mt. Lemmon Survey                                      |
| 400953 | 2010 VP125             | 30 d'abril de 2008     | Mount Lemmon         | Mt. Lemmon Survey                                      |
| 400954 | 2010 VH128             | 12 d'agost de 2010     | Kitt Peak            | Spacewatch                                             |
| 400955 | 2010 VG142             | 20 de setembre de 1998 | Kitt Peak            | Spacewatch                                             |
| 400956 | 2010 VH143             | 17 de febrer de 2007   | Kitt Peak            | Spacewatch                                             |
| 400957 | 2010 VD169             | 10 de gener de 2007    | Mount Lemmon         | Mt. Lemmon Survey                                      |
| 400958 | 2010 VQ181             | 29 d'abril de 2008     | Mount Lemmon         | Mt. Lemmon Survey                                      |
| 400959 | 2010 VG182             | 11 de setembre de 2010 | Mount Lemmon         | Mt. Lemmon Survey                                      |
| 400960 | 2010 VB201             | 30 de desembre de 2005 | Kitt Peak            | Spacewatch                                             |
| 400961 | 2010 VC204             | 9 d'agost de 2004      | Socorro              | LINEAR                                                 |
| 400962 | 2010 VF213             | 27 de juliol de 2010   | WISE                 | WISE                                                   |
| 400963 | 2010 VH216             | 31 de març de 2008     | Mount Lemmon         | Mt. Lemmon Survey                                      |
| 400964 | 2010 WZ2               | 26 de novembre de 2005 | Kitt Peak            | Spacewatch                                             |
| 400965 | 2010 WA3               | 18 de setembre de 2010 | Mount Lemmon         | Mt. Lemmon Survey                                      |
| 400966 | 2010 WT4               | 11 d'octubre de 2004   | Kitt Peak            | Spacewatch                                             |
| 400967 | 2010 WD8               | 17 de setembre de 2004 | Anderson Mesa        | LONEOS                                                 |
| 400968 | 2010 WF8               | 31 d'octubre de 2010   | Kitt Peak            | Spacewatch                                             |
| 400969 | 2010 WS11              | 16 de novembre de 2010 | Mount Lemmon         | Mt. Lemmon Survey                                      |
| 400970 | 2010 WO12              | 16 de novembre de 2010 | Mount Lemmon         | Mt. Lemmon Survey                                      |
| 400971 | 2010 WG20              | 4 d'octubre de 2004    | Kitt Peak            | Spacewatch                                             |
| 400972 | 2010 XX17              | 9 de novembre de 2004  | Catalina             | CSS                                                    |
| 400973 | 2010 XK19              | 7 de gener de 1994     | Kitt Peak            | Spacewatch                                             |
| 400974 | 2010 XQ35              | 30 d'abril de 2008     | Mount Lemmon         | Mt. Lemmon Survey                                      |
| 400975 | 2010 XE36              | 1 d'octubre de 2005    | Kitt Peak            | Spacewatch                                             |
| 400976 | 2010 XE42              | 17 d'agost de 2009     | Catalina             | CSS                                                    |
| 400977 | 2010 XM42              | 27 de setembre de 2006 | Mount Lemmon         | Mt. Lemmon Survey                                      |
| 400978 | 2010 XH45              | 19 de març de 2007     | Mount Lemmon         | Mt. Lemmon Survey                                      |
| 400979 | 2010 XM53              | 11 de novembre de 2010 | Mount Lemmon         | Mt. Lemmon Survey                                      |
| 400980 | 2010 XJ56              | 26 de març de 2007     | Catalina             | CSS                                                    |
| 400981 | 2010 XT71              | 11 de novembre de 2004 | Kitt Peak            | Spacewatch                                             |
| 400982 | 2010 XX76              | 13 de novembre de 2010 | Kitt Peak            | Spacewatch                                             |
| 400983 | 2010 XK83              | 5 de gener de 2000     | Kitt Peak            | Spacewatch                                             |
| 400984 | 2010 XT86              | 29 de juliol de 2009   | Kitt Peak            | Spacewatch                                             |
| 400985 | 2010 YA1               | 1 d'octubre de 2005    | Mount Lemmon         | Mt. Lemmon Survey                                      |
| 400986 | 2011 AZ27              | 10 de desembre de 2004 | Catalina             | CSS                                                    |
| 400987 | 2011 AB40              | 30 de gener de 2006    | Kitt Peak            | Spacewatch                                             |
| 400988 | 2011 AX43              | 8 de desembre de 2010  | Mount Lemmon         | Mt. Lemmon Survey                                      |
| 400989 | 2011 BL22              | 29 de desembre de 2003 | Kitt Peak            | Spacewatch                                             |
| 400990 | 2011 BB61              | 15 de desembre de 2004 | Socorro              | LINEAR                                                 |
| 400991 | 2011 CX24              | 7 de desembre de 2004  | Socorro              | LINEAR                                                 |
| 400992 | 2011 CJ42              | 28 de gener de 2006    | Mount Lemmon         | Mt. Lemmon Survey                                      |
| 400993 | 2011 CZ117             | 2 de març de 2006      | Catalina             | CSS                                                    |
| 400994 | 2011 EC86              | 13 de gener de 2008    | Mount Lemmon         | Mt. Lemmon Survey                                      |
| 400995 | 2011 GN41              | 16 de setembre de 2006 | Kitt Peak            | Spacewatch                                             |
| 400996 | 2011 OO17              | 27 de juny de 2011     | Kitt Peak            | Spacewatch                                             |
| 400997 | 2011 QX9               | 31 d'octubre de 2008   | Kitt Peak            | Spacewatch                                             |
| 400998 | 2011 QE10              | 9 d'agost de 2004      | Anderson Mesa        | LONEOS                                                 |
| 400999 | 2011 QG11              | 13 de març de 2007     | Kitt Peak            | Spacewatch                                             |
| 401000 | 2011 QV13              | 8 de setembre de 1977  | Palomar              | C. J. van Houten, I. van Houten-Groeneveld, T. Gehrels |